# Liste der Kulturdenkmale in Reinsberg (Sachsen)

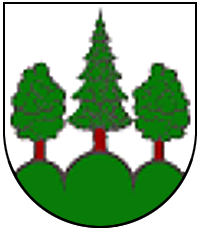
Wappen von Reinsberg

In der Liste der Kulturdenkmale in Reinsberg sind die Kulturdenkmale der sächsischen Gemeinde Reinsberg verzeichnet, die bis März 2024 vom Landesamt für Denkmalpflege Sachsen erfasst wurden (ohne archäologische Kulturdenkmale). Die Anmerkungen sind zu beachten.
Diese Aufzählung ist eine Teilmenge der Liste der Kulturdenkmale im Landkreis Mittelsachsen.

## Reinsberg
| Bild                                    | Bezeichnung | Lage                                                                                     | Datierung | Beschreibung | ID       |
| --------------------------------------- | --- | ---------------------------------------------------------------------------------------- | --- | --- | -------- |
| Direkt Bild zu diesem Denkmal hochladen | Halde und Fundamente des Schachthauses des 5. Lichtloches und Halde des 3. Lichtloches (Sachgesamtheitsteile) | (Flurstücke 141/2, 335e) (Karte)                                                         | 1844–1873 | Sachgesamtheitsbestandteil der Sachgesamtheit Rothschönberger Stolln, mit Lichtlöchern, Funktionsgebäuden, Gräben, Röschen, Halden und Mundlöchern in den Gemeinden Triebischtal, Halsbrücke sowie Reinsberg; Bergbauanlage von überregionaler technikgeschichtlicher Bedeutung (siehe auch Sachgesamtheitsteildokumente in den Denkmallisten der Gemeinden Halsbrücke, Reinsberg und Triebischtal sowie in den Einzeldenkmallisten der genannten Gemeinden), seit 2019 zugehörig zur Kernzone des UNESCO-Welterbes Montanregion Erzgebirge/Krušnohoří Der Rothschönberger Stolln diente der Entwässerung der Freiberger Gruben, 1838 veröffentlicht S. A. W. v. Herder ein Projekt eines „Tiefen Meißener Erbstollns“, hierzu wurden vier Varianten entwickelt, nach Herders Tod griff Regierungsrat K. G. A. v. Weißenbach das Stollnprojekt auf, die Variante 1 Herders wurde wesentlich beibehalten, der Stolln wurde jedoch ca. 90 m höher gelegt als ursprünglich vorgesehen, wodurch der Stolln bei Rothschönberg austrat. Der Bau des Rothschönberger Stollns begann 1844 mit dem Abteufen der Lichtlöcher, der Errichtung der Förder- und Wasserhaltungsanlagen an den Lichtlöchern sowie der Bergschmieden, Mannschaftsräume und Pulverhäuser sowie der Verwaltungsgebäude. Der letzte Durchschlag erfolgte am 21. März 1877 zwischen dem 8. Lichtloch und dem Schacht Oberes Neues Geschrei. Am 12. April 1877 floss erstmals Wasser des Freiberger Reviers auf dem Stolln ab. Betriebszeiten: 1877–1913 (bis zum Einstellen des Bergbaus), 1914 bis 1968 diente er dem Kavernenkraftwerk Dreibrüderschacht als Abzugsstolln des verbrauchten Kraftwassers, 1935 bis 1969 wiederum Abfuhr der Freiberger Grubenwasser, weiterhin ermöglicht der Stolln bis heute der TU Bergakademie Freiberg den Betrieb der Lehrgrube bis in etwa 230 m Tiefe, technische Angaben: 28,9 km Länge des Haupttraktes, Tiefe 94–152 m, 8 Lichtlöcher Wagenbreth, Ottfried: „Der Rothschönberger Stolln wurde ab 1844 bis 1877 von Rothschönberg bis Halsbrücke etwa 14 km lang auf Staatskosten, im Bergrevier mit Verzweigungen zu allen wichtigen Gruben – insgesamt 51 km lang – auf Kosten der einzelnen Gruben vorgetrieben. Er liegt etwa 100 m tiefer als der bis dahin tiefste Freiberger Stolln und war damals für die weitere Existenz des Freiberger Bergbaus notwendig, indem er dem Grundwasser eine 100 m tiefer gelegene Abflussmöglichkeit bot und diese Tiefe gleichzeitig den Einbau weiterer Wasserkraftmaschinen ermöglichte, mit denen man das in noch größeren Tiefen zufließende Wasser heben wollte. Der Rothschönberger Stolln hat technikgeschichtlich als seinerzeit längster Tunnelbau der Welt überregionale Bedeutung.“ | 09299799 |
| Direkt Bild zu diesem Denkmal hochladen | Ruine des ehemaligen Schießhauses | (Flurstück 141/2) (Karte)                                                                | Vermutlich 18. Jahrhundert | Gehörte der Familie von Schönberg, ortsgeschichtlich von Bedeutung. 0,50 m bis 2 m hoher Bruchsteinmauerrest. | 09201304 |
| Direkt Bild zu diesem Denkmal hochladen | Gedenkstein für Lorenz von Schönberg, Erbherr von Reinsberg (Kroatenstein) | (Flurstück 141/2) (Karte)                                                                | 1828 | Ortshistorische Bedeutung. Granitstein mit Inschrift „Am 17. August 1632 wurde auf diesem Platze Lorenz von Schönberg, Erbherr auf Ober- und Niederreinsberg, als er sich nach Eroberung dieser Schlösser durch Kaiserl. Oesterr. Truppen nach Freiberg flüchten wollte, durch den Schuß eines Croaten tödlich verwundet. Er erreicht noch Freiberg, starb aber daselbst den 19. August 1632 im 56. Lebensjahr. Von 6 seiner Söhne starben bei der tapferen Verteidigung 5 den Heldentod. Gewidmet 1828 von Friedrich August Wolf von Schönberg…(?)“ | 09201298 |
| Direkt Bild zu diesem Denkmal hochladen | Mausoleum (Einzeldenkmal der Sachgesamtheit 09201286) | (Flurstück 111) (Karte)                                                                  | 1905 | Einzeldenkmal der Sachgesamtheit Rittergut Oberreinsberg; Erbbegräbnis der Familie von Schönberg, ortshistorische Bedeutung. 1837 in Nossen errichtet, 1905 durch Baumeister Achilles abgetragen und hier neu aufgebaut, ehemals zweigeschossiger Bau mit Gruft, 5 m × 5 m aus Sandsteinquadern, Spitzbogenportal, das Obergeschoss heute abgetragen, im Inneren Kreuzgratgewölbe auf Säule. | 09201303 |
| Direkt Bild zu diesem Denkmal hochladen | Eisenbahnerwohnhaus | Am Graben 1 (Karte)                                                                      | Bezeichnet mit 1900 | Steht im Zusammenhang mit der ehemaligen Schmalspurbahn, ortsbildprägender Bau mit preußischem Fachwerk, baugeschichtlich von Bedeutung. Sockel und Erdgeschoss mit Polygonmauerwerk, Obergeschoss preußisches Fachwerk, bezeichnet mit „Erbaut im Jahre 1900“. | 09201261 |
| Direkt Bild zu diesem Denkmal hochladen | Wohnhaus | Am Graben 2 (Karte)                                                                      | 2. Hälfte 19. Jahrhundert | Zeittypischer Fachwerkbau, baugeschichtlich von Bedeutung. Erdgeschoss massiv, Fenster vergrößert, Obergeschoss Fachwerk, ein Giebel verbrettert | 09201263 |
| Direkt Bild zu diesem Denkmal hochladen | Wohnhaus und Seitengebäude | Am Graben 6 (Karte)                                                                      | Ende 19. Jahrhundert | Zeittypische Klinkergebäude in ortsbildprägender Lage, baugeschichtlich von Bedeutung. - Wohnhaus: roter Backsteinbau mit gelben Gliederungen, übergiebelter Mittelrisalit, kräftige, profilierte Fenstergewände, im Dachbereich spitzbogig, kleiner verglaster Anbau - Seitengebäude: ähnlich gestaltet, Obergeschoss preußisches Fachwerk | 09201262 |
| Weitere Bilder                          | Rittergut Oberreinsberg (Sachgesamtheit) | Am Gutshof 2, 3, 4, 5, 6, 7, 9 (Kirchgasse 3, 8; Badstraße 6, 8; Schmiedestraße) (Karte) | 16. Jahrhundert (Schloss); 1672 Dendro (ehemalige Schäferei); bezeichnet mit 1701 (Teile des Wirtschaftshofes); 1870 (Brennereigebäude); 19. Jahrhundert (ehemalige Schmiede) | Sachgesamtheit Rittergut Oberreinsberg, mit folgenden Einzeldenkmalen: Schloss, zwei Brücken und Schlossgraben (siehe 09201297, Kirchgasse 8), Mausoleum der Familie von Schönberg (siehe 09201303), Gutspark und vier Alleen (Gartendenkmale) sowie folgenden Sachgesamtheitsteilen: Wirtschaftshof mit ehemaligem Brennerei- und Wirtschaftsgebäude, Pferdestall- und Getreidegebäude und Scheune mit Stallungen (Am Gutshof 1, 3, 4, 5, 6, 7, 9 sowie Kirchgasse 3), Schmiede (Am Gutshof 2) und Alte Schäferei (Badstraße 6, 8) sowie Reste der Einfriedungsmauern; geschlossen erhaltene Anlage von großer ortsgeschichtlicher, städtebaulicher, baugeschichtlicher und künstlerischer Bedeutung; geschlossen erhaltene Anlage von großer ortsgeschichtlicher, städtebaulicher, baugeschichtlicher und künstlerischer Bedeutung | 09201286 |
| Direkt Bild zu diesem Denkmal hochladen | Gasthof „Zum Städtchen“ mit Saal | Am Städtchen 1 (Karte)                                                                   | 1901–1903 | Stattlicher Putzbau als Teil des marktähnlichen Gebäudeensembles im sogenannten Städtchen, baugeschichtlich, ortsgeschichtlich und straßenbildprägend von Bedeutung. Großer zweigeschossiger Massivbau mit stark profilierten Gesimsen und Gewänden, Eckerker mit Balkon und Pyramidendach. | 09201280 |
| Direkt Bild zu diesem Denkmal hochladen | Wohnhaus | Am Städtchen 2 (Karte)                                                                   | 19. Jahrhundert | Teil des marktähnlichen Gebäudeensembles im sogenannten Städtchen, baugeschichtlich und straßenbildprägend von Bedeutung. Zweigeschossig, Erdgeschoss massiv, Obergeschoss verbrettert, Satteldach mit Schleppgaupe | 09201281 |
|                                         | Wohnhaus und ehemalige Bäckerei | Am Städtchen 4 (Karte)                                                                   | 2. Hälfte 19. Jahrhundert (Wohnhaus); 1929 (Bäcker) | Teil des marktähnlichen Gebäudeensembles im sogenannten Städtchen, baugeschichtlich und straßenbildprägend von Bedeutung. Langgestreckter Bau, Erdgeschoss massiv, Obergeschoss Fachwerk verputzt, Erdgeschoss durch Fenstereinbau gestört. | 09201282 |
| Direkt Bild zu diesem Denkmal hochladen | Ehemaliges Erbgericht Oberreinsberg | Am Städtchen 6 (Karte)                                                                   | Ende 17. Jahrhundert | Teil des marktähnlichen Gebäudeensembles im sogenannten Städtchen, baugeschichtlich, ortsgeschichtlich und straßenbildprägend von Bedeutung. Langgestreckter zweigeschossiger Bau, Erdgeschoss massiv, Obergeschoss Fachwerk verputzt. | 09201283 |
| Direkt Bild zu diesem Denkmal hochladen | Steinbogenbrücke | Badstraße (Karte)                                                                        | 19. Jahrhundert | Einbogige Brücke aus Sandsteinquadern, verkehrs- und bergbauhistorische Bedeutung, seit 2019 zugehörig zur Kernzone des UNESCO-Welterbes Montanregion Erzgebirge/Krušnohoří. 12 m lang, 4,60 m breit, diente u. a. als Zufahrt zum 4. Lichtloch des Rothschönberger Stollns, Sandsteinquader und Bruchsteinmauerwerk. | 09201275 |
| Weitere Bilder                          | Das Huthaus, die Bergschmiede, das Wassergöpel-Treibehaus und der Zimmereischuppen des 4. Lichtlochs sowie der Kunstgraben einschließlich Röschen des Rothschönberger Stollns von Krummhennersdorf bis Reinsberg – Grabentour (alle auch Einzeldenkmale, siehe 09299798 im Ortsteil Reinsberg) sowie die Kopie der Kaue (Radstubenkaue) und die ehemalige Radstube (Sachgesamtheitsteile) | Badstraße 1 (Karte)                                                                      | 1844–1877 (Bergbauanlage); 1844–1873 (Bergbau-Wasseranlage) | Sachgesamtheitsbestandteil der Sachgesamtheit Röthschönberger Stolln, mit Lichtlöchern, Funktionsgebäuden, Gräben, Röschen, Halden und Mundlöchern in den Gemeinden Triebischtal (Ortsteil Rothschönberg), Halsbrücke (Ortsteil Halsbrücke und Ortsteil Krummenhennersdorf) sowie Reinsberg (Ortsteil Neukirchen und Ortsteil Reinsberg); Bergbauanlage von überregionaler technikgeschichtlicher Bedeutung (siehe auch Sachgesamtheitsteildokumente in den Denkmallisten der Gemeinden Halsbrücke und Reinsberg sowie in den Einzeldenkmallisten der genannten Gemeinden), seit 2019 zugehörig zur Kernzone des UNESCO-Welterbes Montanregion Erzgebirge/Krušnohoří | 09201276 |
| Weitere Bilder                          | Huthaus, Bergschmiede, Wassergöpel-Treibehaus und Zimmereischuppen des 4. Lichtlochs sowie Kunstgraben einschließlich Röschen zwischen Krummhennersdorf und Reinsberg (Grabentour), Einzeldenkmale der Sachgesamtheit Rothschönberger Stolln | Badstraße 1 (Karte)                                                                      | 1844–1877 (Bergbauanlagenteil); 1844 (Huthaus) | Einzeldenkmale der Sachgesamtheit Rothschönberger Stolln; Bergbauanlagenteile von überregionaler technikgeschichtlicher Bedeutung (siehe auch Sachgesamtheitsdokumente in den Gemeinden Triebischtal (Rothschönberg), Halsbrücke (Halsbrücke, Krummenhennersdorf), Reinsberg (Neukirchen, Reinsberg)), seit 2019 zugehörig zur Kernzone und Pufferzone des UNESCO-Welterbes Montanregion Erzgebirge/Krušnohoři - 4. Lichtloch: ursprünglich Verwaltungssitz, später Sitz des Betreibers des Rothschönberger Stollns, der Stolln dient heute noch als Wasserabfluss für die Freiberger Gruben und ist auch noch befahrbar - Huthaus: über hohem Sockel Erdgeschoss massiv, Obergeschoss Fachwerk verbrettert, Tafel bezeichnet mit „Huthaus vom Rothschönberger Stolln – 1844“ - Bergschmiede: eingeschossig, zum Teil Fachwerk verbrettert - Zimmereischuppen: eingeschossig, preußisches Fachwerk, Drempelgeschoss verbrettert - Wassergöpel-Treibehaus: Holzkonstruktion mit Glockentürmchen über dem 84 m tiefen Treibeschacht, daneben Fahrschacht mit 10 Bühnen und Fahrten (Leitern) - Radstubenkaue: 1995–1997 abgerissen, erhalten die verfüllten Radstuben für Kunst- und Kehrrad (Ende 1997 Beginn des Wiederaufbaus, 2006 Wiederaufbau abgeschlossen) - Grabentour: Graben als bergmännischer Hilfsbau für die Auffahrung des Rothschönberger Stollns, führte bis 1945 Wasser, Länge: 3557 km, davon 1,7 km Kunstgraben und 1,9 km Felsenrösche, Breite: 1,50 m, tiefe: 1,20 m | 09299798 |
| Direkt Bild zu diesem Denkmal hochladen | Denkmal | Badstraße 7 (neben) (Karte)                                                              | 1955 | Sandsteinstele mit Reliefs, zur Erinnerung an die Reinsberger Ortsgeschichte und das traditionelle Vogelschießen errichtet, ortsgeschichtlich von Bedeutung. Sandsteinblock mit Inschrift und Reliefs. | 09201259 |
| Direkt Bild zu diesem Denkmal hochladen | Wohnstallhaus (Nr. 2, 8) und Stallscheune (Nr. 6) eines ehemaligen Dreiseithofes | Feldstraße 2, 6, 8 (Karte)                                                               | Ende 18. / Anfang 19. Jahrhundert | Im Tal gelegenes Fachwerk-Ensemble, bau- und heimatgeschichtlich von Bedeutung. - Wohnstallhaus: Erdgeschoss massiv, Steingewände, Obergeschoss Fachwerk, Giebel verbrettert - gegenüber liegende Stallscheune: Erdgeschoss Bruchstein, Obergeschoss Fachwerk, zum Teil verbrettert, mehr wissenschaftlich-dokumentarischer Wert | 09201268 |
| Direkt Bild zu diesem Denkmal hochladen | Wohnstallhaus eines Vierseithofes | Feldstraße 15 (Karte)                                                                    | Anfang 19. Jahrhundert | Regionaltypischer Fachwerkbau, baugeschichtlich von Bedeutung. Sehr langgestreckter Bau, Erdgeschoss massiv, Obergeschoss Fachwerk, Giebel massiv. | 09201267 |
| Direkt Bild zu diesem Denkmal hochladen | Wohnstallhaus, Seitengebäude mit Kumthalle und Scheune eines Dreiseithofes | Feldstraße 19 (Karte)                                                                    | Bezeichnet mit 1852 (Wohnstallhaus); Mitte 19. Jahrhundert (Seitengebäude) | Überaus stattliche Fachwerk-Hofanlage, bau- und heimatgeschichtlich von Bedeutung. - Wohnstallhaus: lang gestreckter Bau, Erdgeschoss massiv, schön profilierte Türgewände, bezeichnet mit „JGL 1852“, Obergeschoss Fachwerk, ein Giebel massiv - Kumthalle: umgebaut (nach 1852), Erdgeschoss massiv mit Steingewänden, Obergeschoss Fachwerk, Giebel verputzt - Scheune: Erdgeschoss massiv, Obergeschoss preußisches Fachwerk | 09201270 |
| Direkt Bild zu diesem Denkmal hochladen | Wohnhaus | Gasse 10 (Karte)                                                                         | 19. Jahrhundert | Fachwerkhaus als Teil des marktähnlichen Gebäudeensembles im sogenannten Städtchen, baugeschichtlich von Bedeutung. Erdgeschoss massiv, Obergeschoss verbrettert, Satteldach. | 09201284 |
| Direkt Bild zu diesem Denkmal hochladen | Zwei Mundlöcher der Emanueler Aufschlagrösche | Hirschfelder Straße (Karte)                                                              | Um 1840 | Von bergbaugeschichtlicher Bedeutung. Zwei elliptisch gewölbte Mundlöcher aus Bruchsteinmauerwerk, liegen sich im Taleinschnitt gegenüber. Die beiden in elliptischer Gewölbemauerung ausgeführten Mundlöcher gehören zu zwei Teilstücken der Emanueler Aufschlagrösche, die Aufschlagwasser aus der Bobritzsch zum nördlich gelegenen Riedel Schacht der Grube Emanuel Erbstolln (vgl. 09201272) leitete. Dort wurden ab 1841 ein der Wasserhebung dienendes Kunstrad sowie ab 1845 ein für die Erzförderung eingesetztes Kehrrad beaufschlagt. Nach einer Betriebszeit zwischen 1822 und 1884 kam es zur Stilllegung der Grube, die Aufschlagrösche wurde damit obsolet. Am unteren Mundloch der ersten Emanueler Aufschlagrösche sowie am Mundloch des zweiten Röschenteilstücks zum Riedel Schacht mündeten die Aufschlagröschen ursprünglich im dazwischenliegenden Lehnholzteich, der hier den im Taleinschnitt herabfließenden Lehnholzbach aufstaute. Inzwischen trocken gefallen zeugen heute nur noch die Röschenmundlöcher von der aufwendigen Wasserzuleitung zum zentralen Kunst- und Treibeschacht der Grube Emanuel Erbstolln und sind damit von bergbaugeschichtlicher Bedeutung. | 09304847 |
| Weitere Bilder                          | Kirche, Gruft auf dem Kirchhof und Kirchhofseinfriedung (Einzeldenkmale der Sachgesamtheit 09305656) | Kirchgasse (Karte)                                                                       | 1768–1773 (Kirche); 1773 (Kanzelaltar und Taufe); 1831–1833 (Orgel); ab 1869 (Gruft)                                                                                          | Einzeldenkmale der Sachgesamtheit Kirche, Pfarrhaus und Kantorat Oberreinsberg; Saalkirche, bau- und ortsgeschichtlich von Bedeutung. - Kirche: Saalkirche, der Westturm nach Brand durch Woldemar Kandler 1899 wiederaufgebaut. Restaurierung 1940/1941 und 1972/1973. Schlichter verputzter Bruchsteinbau mit eingezogenem, gerade geschlossenem Chor, Krüppelwalmdach. Turm über quadratischem Grundriss, das Glockengeschoss oktogonal, als Abschluss geschweifte Haube mit hoher Pyramidenspitze. An der Nordseite Sakristei. Im Inneren flache Stuckdecke, an drei Seiten zweigeschossige Emporen (auf den Brüstungsfeldern übermaltes Rokoko-Ornament), an der Chorsüdseite zweigeschossige Patronatsloge im Zopfstil mit Allianzwappen derer von Schönberg. Kanzelaltar von 1773 mit zurückhaltendem Rokoko-Ornament. Spätgotisches Altarkruzifix. Taufstein von 1773. Steinmüller-Orgel 1831–1833. - Gruft: Familiengruft derer von Schönberg, 1869–1945 - Einfriedung: Mauer aus Bruchsteinmauerwerk mit einem nördlichen und einem südlichen Zugangstor | 09201295 |
| Direkt Bild zu diesem Denkmal hochladen | Kantorat (Einzeldenkmal der Sachgesamtheit 09305656) | Kirchgasse 4 (Karte)                                                                     | 1776 | Einzeldenkmal der Sachgesamtheit Kirche, Pfarrhaus und Kantorat Oberreinsberg; zeittypischer Putzbau in gutem Originalzustand von bau- und ortsgeschichtlichem Wert. Eingeschossiger Putzbau über rechteckigem Grundriss mit Walmdach, Fledermausgauben und großem dreiachsigen Dacherker. | 09300721 |
| Weitere Bilder                          | Kirche, Pfarrhaus und Kantorat Oberreinsberg (Sachgesamtheit) | Kirchgasse 4, 6 (Karte)                                                                  | 18. Jahrhundert (Kirchhof und Pfarrhof); 2. Hälfte 19. Jahrhundert (Nebengebäude)                                                                                             | Sachgesamtheit Kirche, Pfarrhaus und Kantorat Oberreinsberg mit folgenden Einzeldenkmalen: Kirche, Gruft auf dem Kirchhof und Kirchhofseinfriedung (09201295), Kantorat (9300721), Pfarrhaus (09201296) und zwei Winter-Linden als Torbäume (Gartendenkmale) sowie Kirchhof und Pfarrhof mit Nebengebäude als Sachgesamtheitsteile; ortsbildprägendes Ensemble von bau-, kunst- und ortsgeschichtlicher Bedeutung | 09305656 |
|                                         | Pfarrhaus mit Sitznischenportal (Einzeldenkmal der Sachgesamtheit 09305656) | Kirchgasse 6 (Karte)                                                                     | Bezeichnet mit 1922 (Pfarrhaus); 1589 (Portal) | Einzeldenkmal der Sachgesamtheit Kirche, Pfarrhaus und Kantorat Oberreinsberg; markanter Putzbau mit Sitznischenportal von 1589, bildet mit Kirche und Kantorat ein Ensemble, bau- und ortsgeschichtlich von Bedeutung. Nach Brand 1922 neu erbaut, zweigeschossig, Erdgeschoss massiv mit Sitznischenportal, Obergeschoss Fachwerk mit Andreaskreuzen, Walmdach. | 09201296 |
| Weitere Bilder                          | Schloss Reinsberg, zwei Brücken und Schlossgraben (Einzeldenkmale der Sachgesamtheit 09201286) | Kirchgasse 8 (Karte)                                                                     | 15. Jahrhundert älteste Teile (Schloss); 15. Jahrhundert (Graben); 18. Jahrhundert (Brücke); 1824 (Südflügel)                                                                 | Einzeldenkmale der Sachgesamtheit Rittergut Oberreinsberg; spätgotischer Herrensitz des Rittergutes, burgähnliche vierflügelige Schlossanlage um einen Innenhof, baugeschichtlich, künstlerisch und ortsgeschichtlich von Bedeutung. Auf einer Anhöhe oberhalb der Bobritzsch gelegene burgähnliche Anlage, der Westteil an steilen Abhängen errichtet, Süd-, Ost- und Nordteil durch tiefe und breite Gräben mit Stützmauern von der anstoßenden Hochebene getrennt. Zwei zweibogige Rundbogenbrücken verbinden das Schloss mit seinem Umfeld. Bewegt gestalteter Grund- und Aufriss der vierflügeligen Anlage mit Innenhof weisen auf die unterschiedlichen Entstehungszeiten hin: 1377 kam der zur Burg ausgebaute Rittersitz teilweise, 1411 ganz an die von Schönberg. Unter Einbeziehung von mittelalterlicher Bausubstanz und Teilen von nach 1500 und um 1540, nach Brand 1632 umfassende Erneuerung 1648. Weitere Veränderungen im 17. und 18. Jahrhundert, der Südflügel erst 1824 errichtet. Restaurierungen 1922 und 1962/1963, tief greifende Veränderungen im Innern 1988/1989. Weitere Veränderungen im 17. und 18. Jahrhundert, der Südflügel erst 1824 errichtet. Restaurierungen 1922 und 1962/1963, tief greifende Veränderungen im Innern 1988/1989. Verputzter Bruch- und Hausteinbau, die Mauern zum Teil durch Stützpfeiler verstärkt, Zugang über eine östliche und nördliche Steinbrücke, beide 18. Jahrhundert Der Ostteil durch den mächtigen dreigeschossigen und im Kern wohl aus dem 14. Jahrhundert stammenden Rundturm mit Portal in reifen Frührenaissanceformen (um 1540, Kopie von 1966) geprägt. Nördlich vom Turm erkerartige, im Achteck geschlossene Kapelle, A. 16. Jahrhundert Der anschließende dreigeschossige Flügel von 1648 mit steilem Giebel, dieser durch fünf Schäfte gegliedert. An seiner Nordseite ursprünglich ein massiger rechteckiger Turm, 1827 bis auf den Unterbau abgetragen. Der rückwärtig sich aufbauende Nordflügel ebenfalls dreigeschossig und trotz tief greifender Umgestaltungen eine Einheit bildend, wohl ebenfalls von 1648. Im Westteil wohl noch Grundmauern des 14. Jahrhunderts, die Fassade durch vier Aborterker auf Sandsteinkonsolen belebt. Auf der Südseite, die sich gegen Westen in vier Geschossen erhebt, wohl ursprünglich ein weiteres Geschoss (unterhalb der Traufe drei Kragsteine). Der Südflügel von 1824 in schlichten Formen der Gesamtanlage angepasst. Das kräftige Rippengewölbe im Rundturm um 1540. In den Nischen schießschartenartige Fenster, korbbogiges Innentor um 1670. An der Hofseite des Ostflügels Wendelstein von 1670 mit Haube und beachtenswerter zweiflügeliger Holztür mit Schnitzereien im Knorpelstil. Das Gewände des rundbogigen Eingangs vom Nordflügel spätgotisch. Im Inneren des Ostbaus die polygonal geschlossene Kapelle mit tief gebusten Netzgewölbe auf kleinen Konsolen, Schlusssteine mit Christuskopf und Schönbergschem Wappen, der Vorraum mit Kreuzgratgewölbe. Im ersten Obergeschoss des Ostflügels frühbarocke Balkendecke (1670) mit Ranken und Früchten bemalt. Im Westteil mehrere Zimmer mit einfachen Stuckdecken vom Ende 17. Jahrhundert Unter dem Nordflügel und Westteil gewölbte Keller in zwei bis drei Ebenen. | 09201297 |
| Direkt Bild zu diesem Denkmal hochladen | Eisenbahnbrücke über die Freiberger Mulde (siehe auch 09304654 in Großschirma, Ortsteil Obergruna) | Muldenweg 1 (vor) (Karte)                                                                | 1937 | Stahlfachwerkbrücke der ehemaligen Schmalspurbahn Freital-Potschappel–Nossen, als Zeugnis für den einstigen Verlauf der Schmalspurtrasse von verkehrsgeschichtlicher, ortsgeschichtlicher und ortsbildprägender Bedeutung, seit 2019 zugehörig zur Kernzone und Pufferzone des UNESCO-Welterbes Montanregion Erzgebirge/Krušnohoří | 09304569 |
| Direkt Bild zu diesem Denkmal hochladen | Drei Mahlholländer, Papiermaschine (Firma Golzern), Leonardsatz zur Gleichstromerzeugung und Rotationsschneider (Firma. Haubold) der Papierfabrik Reinsberg | Muldenweg 1, 3 (Karte)                                                                   | 1908 (Papiermaschine) und um 1900 | Industriegeschichtliche Bedeutung | 09201483 |
| Direkt Bild zu diesem Denkmal hochladen | Ehemaliges Herrenhaus mit Stallungen (Nr. 16) und westliches Wirtschaftsgebäude (zu Nr. 12) des ehemaligen Rittergutes Nieder-Reinsberg | Nordstraße 12, 16 (Karte)                                                                | Um 1800 | Ortsbildprägende Putzbauten von ortsgeschichtlicher Bedeutung. - ehemaliges Herrenhaus (Nummer 16): zweigeschossige, langgestreckter Bruchsteinbauten mit Sandsteingewänden und Krüppelwalmdach, Wohnstallhaus mit Kuhstall, das Kreuzgratgewölbe auf zwölf Sandsteinsäulen - Westliches Wirtschaftsgebäude (zu Nummer 12): Seitengebäude, Bruchsteinbau, baulich leicht überformt - Inschriftsteine und Wappen heute zum Teil im Schlossmuseum Nossen und an den Torsäulen des Gutes in Oberreinsberg - Streichung Nordstraße 14, Flurstück 611b: stark überformtes Wirtschaftsgebäude - Streichung Nordstraße 10, Flurstück 611/3 und 611/4: ehemalige Scheune, nach 1945 geteilt durch Entfernen des Mittelteils, zur Scheune gehörte auch noch die Hausnummer 14, beide Gebäude mehr oder weniger überformt Hofcharakter durch massive bauliche Eingriffe gestört, auch die weiterhin zum Gut gehörenden Wirtschaftsgebäude wurden durch Umbauten baulich verändert. | 09201299 |
|                                         | Denkmal am Rothschönberger Stolln (Königslaube) | Sandweg (Karte)                                                                          | Bezeichnet mit 1852 | Bergbauhistorische Bedeutung. Von der Königslaube erhalten: Steinbank mit Rückenlehne aus fünf senkrecht stehenden Gneisblöcken, der mittlere 2,5 m hoch, die Gedenktafel (bezeichnet mit „FAR 1852“) 1946 zerschlagen, Anlass der Errichtung war der Besuch des 4. Lichtloches des Stollns von König Friedrich August am 25. August 1852. | 09201300 |
| Direkt Bild zu diesem Denkmal hochladen | Wohnhaus | Schmiedestraße 2 (Karte)                                                                 | Um 1800 | Landschaftstypisches Fachwerkgebäude, Teil des alten Ortsbildes, baugeschichtlich von Bedeutung. Zweigeschossig, Erdgeschoss seit 1974 massiv (vorher Fachwerk), ein Giebel massiv, Obergeschoss Fachwerk. | 09201301 |
| Direkt Bild zu diesem Denkmal hochladen | Wohnstallhaus eines Bauernhofes | Schmiedestraße 3 (Karte)                                                                 | Bezeichnet mit 1833 | Weitgehend original erhaltener Fachwerkbau, bau- und heimatgeschichtlich von Bedeutung. Erdgeschoss Bruchstein, Tür und Fenster mit Sandsteingewänden, Türen mit Flachbogen, Schlussstein bezeichnet mit 1833, Obergeschoss Fachwerk. | 09201302 |
| Direkt Bild zu diesem Denkmal hochladen | Wohnhaus, Seitengebäude und Torbogen | Schmiedestraße 6 (Karte)                                                                 | Bezeichnet mit 1843 | Durch erhöhte Lage bildprägender Komplex, baugeschichtlich von Bedeutung. - Wohnhaus: stattlicher Massivbau, zweigeschossig, zum Teil mit Rundbogenfenster - Torbogen: geschweift, mit bezeichnet Schlussstein - Seitengebäude: Bruchsteinbau mit Satteldach | 09201271 |
| Direkt Bild zu diesem Denkmal hochladen | Steinbogenbrücke über den Dittmannsdorfer Bach | Seitenweg 1 (bei) (Karte)                                                                | Mitte 18. Jahrhundert | Verkehrshistorische und ortsbildprägende Bedeutung. Einbogig, 5,50 m lang/4,20 m breit, Bruchstein- und Sandsteinmauerwerk. | 09201277 |
| Direkt Bild zu diesem Denkmal hochladen | Wohnhaus (Falck Haus) | Stollnweg 3 (Karte)                                                                      | Bezeichnet mit 1706 | Stattlicher und in Hanglage errichteter Fachwerkbau, bestehend aus mehreren Gebäudeteilen, bau- und hausgeschichtlich von Bedeutung. Erdgeschoss massiv, Obergeschoss Fachwerk, zum Teil verbrettert, Schwellbalken bezeichnet mit „GD 1706 ME“, Fachwerk einriegelig und Mann mit Kopfband. | 09201273 |
| Direkt Bild zu diesem Denkmal hochladen | Eisenbahnbrücke über den Dittmannsdorfer Bach | Talstraße (Karte)                                                                        | 1899 | Genietete Stahlträgerbrücke der ehemaligen Schmalspurbahn Freital-Potschappel–Nossen, als Zeugnis für den einstigen Verlauf der Schmalspurtrasse von verkehrsgeschichtlicher, ortsgeschichtlicher und ortsbildprägender Bedeutung. 18,65 m lang, 2,00 m breit. Die vorliegende Stahlträgerbrücke über den Dittmannsdorfer Bach (Streckenkilometer 30,42), errichtet durch das Dortmunder Unternehmen August Klönne, gehört zu den erhaltenen Kunstbauten der Schmalspurbahn Freital-Potschappel–Nossen. Insgesamt achtmal kreuzte die Schmalspurbahn dabei den Dittmannsdorfer Bach bei Mohorn und in den langgestreckten Ortschaften Dittmannsdorf und Reinsberg, so dass sich der Einsatz eines Typenbauwerks mit variablen Längen (hier 18 Meter) anbot (vgl. auch die erhaltenen Brückenbauwerke – Obj. 09201308, 09201479, 09201480 sowie 09201481). Das Brückenbauwerk markiert den einstigen Verlauf der Strecke im Gelände und dokumentiert eine ingenieurtechnische Lösung zur Überwindung von natürlichen Hindernissen wie etwa Bachläufen. Es ist damit von verkehrs- und ortsgeschichtlicher Bedeutung und darüber hinaus auch als prägend für das Ortsbild anzusehen. | 09201482 |
| Direkt Bild zu diesem Denkmal hochladen | Gedenktafel | Talstraße (Karte)                                                                        | Bezeichnet mit 1887 | Gusseiserne Inschrifttafel anlässlich des Straßenbaus, ortsgeschichtlich von Bedeutung. 80 × 50 cm groß, bezeichnet mit „Herrn von Bosse als Amtshauptmann zu Meißen, dem treuen Förderer dieser im Jahre 1887 erbauten Straße – in dankbarer Erinnerung der volkswirtschaftliche Verein in Mulden- und Boberthalgebiete zwischen Freiberg und Nossen“. | 09201287 |
|                                         | Denkmal für die Gefallenen des Ersten und Zweiten Weltkrieges | Talstraße (Karte)                                                                        | 1925/1930 | Ortsgeschichtlich von Bedeutung. Granit, der mittlere Doppelstein für die Gefallenen des Ersten Weltkrieges, als Abschluss großes Eisenkreuz, die beiden äußeren Steine 1995 für die Gefallenen des Zweiten Weltkrieges. | 09201288 |
| Direkt Bild zu diesem Denkmal hochladen | Steinbogenbrücke über den Dittmannsdorfer Bach | Talstraße 3 (neben) (Karte)                                                              | Ende 19. Jahrhundert | Verkehrshistorische und ortsbildprägende Bedeutung. 11,20 m lang, 6 m breit, einbogig, Bruchstein und Sandstein. | 09201290 |
| Direkt Bild zu diesem Denkmal hochladen | Ehemalige Mühle des Rittergutes der Familie von Schönberg (Sachgesamtheit) | Talstraße 4 (Karte)                                                                      | Bezeichnet mit 1718 (Schlussstein) | Sachgesamtheit ehemalige Mühle des Rittergutes der Familie von Schönberg: bestehend aus den Einzeldenkmalen Mahlmühlengebäude, zugleich Wohnhaus des Müllers mit Mühlentechnik, zwei Seitengebäuden, einer Scheune, dem ehemaligen Schneidemühlengebäude und dem Mühlgraben (09303544) sowie den Sachgesamtheitsteilen Freifluter, zwei Schützen, Steinbrücke, Böschungsmauer am Mühlgrabenbeginn sowie Mauerreste und Reste des zweiten Mühlgrabens (ehemaliger Zulauf vom Dorfbach); vollständig erhaltene und funktionstüchtige Mühle (im November 2010 ohne Wasserrad) in dominanter Lage von orts-, technik- und baugeschichtlicher Bedeutung. Wassermühle nahe der Mündung des Reinsberger Dorfbachs in die Bobritzsch, ursprünglich zum Reinsberger Schloss gehörend. | 09201289 |
| Direkt Bild zu diesem Denkmal hochladen | Mahlmühlengebäude, zugleich Wohnhaus des Müllers mit Mühlentechnik, zwei Seitengebäude, eine Scheune, ehemaliges Schneidemühlengebäude und Mühlgraben, abzweigend von der Bobritzsch (Einzeldenkmale der Sachgesamtheit 09201289) | Talstraße 4 (Karte)                                                                      | Um 1700 (Seitengebäude); bezeichnet mit 1718 (Müllerwohnhaus); 1. Hälfte 19. Jahrhundert (Scheune)                                                                            | Einzeldenkmale der Sachgesamtheit „Ehemalige Mühle des Rittergutes der Familie von Schönberg“; vollständig erhaltene und funktionstüchtige Mühle (im November 2010 ohne Wasserrad) in dominanter Lage von orts-, technik- und baugeschichtlicher Bedeutung | 09303544 |
| Direkt Bild zu diesem Denkmal hochladen | Eisenbahnbrücke über den Dittmannsdorfer Bach | Talstraße 8 (bei) (Karte)                                                                | 1899 | Genietete Stahlträgerbrücke der ehemaligen Schmalspurbahn Freital-Potschappel–Nossen, als Zeugnis für den einstigen Verlauf der Schmalspurtrasse von verkehrsgeschichtlicher, ortsgeschichtlicher und ortsbildprägender Bedeutung. 15,5 m lang, 2,00 m breit, lichte Weite 14,00 m, lichte Höhe 1,00 m. Die vorliegende Stahlträgerbrücke über den Dittmannsdorfer Bach (Streckenkilometer 30,306), errichtet durch das Dortmunder Unternehmen August Klönne, gehört zu den erhaltenen Kunstbauten der Schmalspurbahn Freital-Potschappel–Nossen. Insgesamt achtmal kreuzte die Schmalspurbahn dabei den Dittmannsdorfer Bach bei Mohorn und in den langgestreckten Ortschaften Dittmannsdorf und Reinsberg, so dass sich der Einsatz eines Typenbauwerks mit variablen Längen (hier 14,80 Meter) anbot (vgl. auch die erhaltenen Brückenbauwerke – Obj. 09201308, 09201479, 09201480 sowie 09201482). Das Brückenbauwerk markiert den einstigen Verlauf der Strecke im Gelände und dokumentiert eine ingenieurtechnische Lösung zur Überwindung von natürlichen Hindernissen wie etwa Bachläufen. Es ist damit von verkehrs- und ortsgeschichtlicher Bedeutung und darüber hinaus auch als prägend für das Ortsbild anzusehen. | 09201481 |
| Direkt Bild zu diesem Denkmal hochladen | Eisenbahnbrücke über den Dittmannsdorfer Bach | Talstraße 18 (bei) (Karte)                                                               | 1899 | Genietete Stahlträgerbrücke der ehemaligen Schmalspurbahn Freital-Potschappel–Nossen, als Zeugnis für den einstigen Verlauf der Schmalspurtrasse von verkehrsgeschichtlicher, ortsgeschichtlicher und ortsbildprägender Bedeutung. 12,5 m lang, 2,00 m breit, lichte Weite 11,50 m, lichte Höhe 2,20 m. Die vorliegende Stahlträgerbrücke über den Dittmannsdorfer Bach (Streckenkilometer 30,08), errichtet durch das Dortmunder Unternehmen August Klönne, gehört zu den erhaltenen Kunstbauten der Schmalspurbahn Freital-Potschappel–Nossen. Insgesamt achtmal kreuzte die Schmalspurbahn dabei den Dittmannsdorfer Bach bei Mohorn und in den langgestreckten Ortschaften Dittmannsdorf und Reinsberg, so dass sich der Einsatz eines Typenbauwerks mit variablen Längen (hier 11,90 Meter) anbot (vgl. auch die erhaltenen Brückenbauwerke – Obj. 09201308, 09201479, 09201481 sowie 09201482). Das Brückenbauwerk markiert den einstigen Verlauf der Strecke im Gelände und dokumentiert eine ingenieurtechnische Lösung zur Überwindung von natürlichen Hindernissen wie etwa Bachläufen. Es ist damit von verkehrs- und ortsgeschichtlicher Bedeutung und darüber hinaus auch als prägend für das Ortsbild anzusehen. | 09201480 |
| Direkt Bild zu diesem Denkmal hochladen | Häuslerhaus mit rückwärtigem Anbau | Talstraße 21 (Karte)                                                                     | 1. Hälfte 19. Jahrhundert | Landschaftstypisches Fachwerkhaus, Teil des Ortsbildes, baugeschichtlich von Bedeutung. Erdgeschoss massiv, Obergeschoss Fachwerk, Längsseite verbrettert, ein Giebel massiv. | 09201264 |
| Direkt Bild zu diesem Denkmal hochladen | Steinbogenbrücke über den Dittmannsdorfer Bach | Talstraße 25/27 (neben) (Karte)                                                          | Mitte 19. Jahrhundert | Verkehrshistorische und ortsbildprägende Bedeutung. 4,70 m lang, 5,96 m breit, einbogig, Bruchstein und Sandsteinquader. | 09201292 |
| Direkt Bild zu diesem Denkmal hochladen | Häuslerhaus mit Sonnenuhr | Talstraße 33 (Karte)                                                                     | Bezeichnet mit 1843 | Malerisch gelegener, weitgehend original erhaltener Fachwerkbau, baugeschichtlich von Bedeutung. Erdgeschoss massiv, Sandsteingewände im Flachbogen, Obergeschoss Fachwerk, ein Giebel seit 1935 massiv, aufgemalte Sonnenuhr von 1843. | 09201293 |
| Direkt Bild zu diesem Denkmal hochladen | Eisenbahnbrücke über den Dittmannsdorfer Bach | Talstraße 35 (bei) (Karte)                                                               | 1899 | Genietete Stahlträgerbrücke der ehemaligen Schmalspurbahn Freital-Potschappel–Nossen, als Zeugnis für den einstigen Verlauf der Schmalspurtrasse, von verkehrsgeschichtlicher, ortsgeschichtlicher und ortsbildprägender Bedeutung. 12,5 m lang, 2,00 m breit. Die vorliegende Stahlträgerbrücke über den Dittmannsdorfer Bach (Streckenkilometer 29,15), errichtet durch das Dortmunder Unternehmen August Klönne, gehört zu den erhaltenen Kunstbauten der Schmalspurbahn Freital-Potschappel–Nossen. Insgesamt achtmal kreuzte die Schmalspurbahn dabei den Dittmannsdorfer Bach bei Mohorn und in den langgestreckten Ortschaften Dittmannsdorf und Reinsberg, so dass sich der Einsatz eines Typenbauwerks mit variablen Längen (hier 11,90 Meter) anbot (vgl. auch die erhaltenen Brückenbauwerke – Obj. 09201308, 09201480, 09201481 sowie 09201482). Das Brückenbauwerk markiert den einstigen Verlauf der Strecke im Gelände und dokumentiert eine ingenieurtechnische Lösung zur Überwindung von natürlichen Hindernissen wie etwa Bachläufen. Es ist damit von verkehrs- und ortsgeschichtlicher Bedeutung und darüber hinaus auch als prägend für das Ortsbild anzusehen. | 09201479 |
| Direkt Bild zu diesem Denkmal hochladen | Steinbogenbrücke über den Dittmannsdorfer Bach | Talstraße 35 (neben) (Karte)                                                             | Bezeichnet mit 1772 | Verkehrshistorische und ortsbildprägende Bedeutung. 8 m lang, 5,70 m breit, einbogig, Bruchstein, Schlussstein bezeichnet mit 1772. | 09201294 |
| Direkt Bild zu diesem Denkmal hochladen | Eisenbahnbrücke über den Dittmannsdorfer Bach | Talstraße 56 (bei) (Karte)                                                               | 1899 | Genietete Stahlträgerbrückeder ehemaligen Schmalspurbahn Freital-Potschappel–Nossen, als Zeugnis für den einstigen Verlauf der Schmalspurtrasse, von verkehrsgeschichtlicher, ortsgeschichtlicher und ortsbildprägender Bedeutung. 12,5 m lang, 2,00 m breit, lichte Weite 11,50 m, lichte Höhe 1,70 m. Die vorliegende Stahlträgerbrücke über den Dittmannsdorfer Bach (Streckenkilometer 28,64), errichtet durch das Dortmunder Unternehmen August Klönne, gehört zu den erhaltenen Kunstbauten der Schmalspurbahn Freital-Potschappel–Nossen. Insgesamt achtmal kreuzte die Schmalspurbahn dabei den Dittmannsdorfer Bach bei Mohorn und in den langgestreckten Ortschaften Dittmannsdorf und Reinsberg, so dass sich der Einsatz eines Typenbauwerks mit variablen Längen (hier 11,90 Meter) anbot (vgl. auch die erhaltenen Brückenbauwerke – Obj. 09201479, 09201480, 09201481 sowie 09201482). Das Brückenbauwerk markiert den einstigen Verlauf der Strecke im Gelände und dokumentiert eine ingenieurtechnische Lösung zur Überwindung von natürlichen Hindernissen wie etwa Bachläufen. Es ist damit von verkehrs- und ortsgeschichtlicher Bedeutung und darüber hinaus auch als prägend für das Ortsbild anzusehen. | 09201308 |
| Direkt Bild zu diesem Denkmal hochladen | Wohnstallhaus eines ehemaligen Dreiseithofes | Talstraße 58 (Karte)                                                                     | Um 1700 | Regionaltypisches Fachwerkhaus als Teil der alten Ortsstruktur, bau- und hausgeschichtlich von Bedeutung. Langgestreckt, Erdgeschoss massiv, Obergeschoss Fachwerk – einriegelig mit aufgeblatteten Fußstreben an der älteren Haushälfte, Giebel verbrettert, Anbau zum Tal mit eigentümlicher Fachwerk-Konstruktion | 09201453 |
| Direkt Bild zu diesem Denkmal hochladen | Steinbogenbrücke über den Dittmannsdorfer Bach | Talstraße 59 (bei) (Karte)                                                               | Bezeichnet mit 1855 | Verkehrshistorische und ortsbildprägende Bedeutung. 4,80 m lang, 4,20 m breit, einbogig, Bruchstein und Sandstein. | 09201305 |

## Bieberstein
| Bild                                    | Bezeichnung | Lage                                           | Datierung | Beschreibung | ID       |
| --------------------------------------- | --- | ---------------------------------------------- | --- | --- | -------- |
| Weitere Bilder                          | Rittergut Bieberstein (Sachgesamtheit) | Am Rittergut 1, 2, 3, 4, 5, 6, 7, 8, 9 (Karte) | 1666 (Schloss); Anfang 19. Jahrhundert (Gutspark)                                                                                 | Sachgesamtheit Rittergut Bieberstein mit folgenden Einzeldenkmalen: Schloss (Nr. 8), Schlossbrücke, Eremitorium (Nr. 9), zwei Wohnhäuser (Nr. 1 und Nr. 4), ehemalige Brennerei (Nr. 2 und 3), Verwalterhaus (Nr. 5), Stallgebäude (Nr. 6), Pferdestall (Nr. 7) und Muttergedenkstein im Park (09201388, Am Rittergut 1 bis 9), der Gutspark mit Terrassengarten und Allee nach Reinsberg (Gartendenkmale) sowie der Wirtschaftshof als Sachgesamtheitsteil; stattliches Gebäudeensemble von baugeschichtlicher, künstlerischer, ortsgeschichtlicher und ortsbildprägender Bedeutung | 09201387 |
| Weitere Bilder                          | Schloss (Nr. 8), Schlossbrücke, Eremitorium (Nr. 9), zwei Wohnhäuser (Nr. 1 und Nr. 4), ehemalige Brennerei (Nr. 2 und 3), Verwalterhaus (Nr. 5), Stallgebäude (Nr. 6) und Pferdestall (Nr. 7) sowie Muttergedenkstein im Park (Einzeldenkmale der Sachgesamtheit 09201387) | Am Rittergut 1, 2, 3, 4, 5, 6, 7, 8, 9 (Karte) | 1666 (Schloss); 1721 (Eremitage); bezeichnet mit 1812 (Gutsverwalterhaus); bezeichnet mit 1862 (Pferdestall); 1877 (Stallgebäude) | Einzeldenkmale der Sachgesamtheit Rittergut Bieberstein; stattliches Gebäudeensemble von baugeschichtlicher, künstlerischer, ortsgeschichtlicher und ortsbildprägender Bedeutung | 09201388 |
|                                         | Steinbogenbrücke über die Bobritzsch | Am Zollhaus (Karte)                            | Bezeichnet mit 1732 | Als ehemalige Zollhausbrücke von bau- und verkehrsgeschichtlicher Bedeutung. Baufällig, Bau einer neuen Brücke 50 m flussaufwärts, für die alte Zollhausbrücke mussten die Benutzer nach einem Erlass von Kurfürst August (1559) Zoll entrichten, zwei große Flachbogen von je 7 m Spannweite ruhen auf einem mächtigen Mittelpfeiler, Bruchstein und Sandstein, bezeichnet mit „Soli Deo Gloria C. v. S. Anno 1732“. | 09201401 |
|                                         | Ehemaliger Gasthof „Zollhaus“ | Am Zollhaus 3 (Karte)                          | Um 1900 | Stattlicher Bau im Schweizerstil, bau- und ortsgeschichtlich von Bedeutung. An der alten Zollhausbrücke über die Bobritzsch gelegen, für deren Benutzung seit 1559 Gebühr gezahlt werden musste, hakenförmiger, vielgliedriger Bau mit großem Saal und aufwendiger Dachlandschaft, am Giebel Zierschnitzereien, an der Ostseite Fachwerkturm. | 09201400 |
| Direkt Bild zu diesem Denkmal hochladen | Mundloch des ehemaligen Michaelis Erbstollns | Buchenweg 7 (Karte)                            | Um 1800 | Bergbaugeschichtlich von Bedeutung, seit 2019 zugehörig zur Pufferzone des UNESCO-Welterbes Montanregion Erzgebirge/Krušnohoří. Mundloch am rechten Muldenufer, ca. 200 m von der Amtsmühle (Obergruna) entfernt, ca. 2,5 m hoch, ellipsenförmiger gemauerter Bogen. | 09201402 |
| Direkt Bild zu diesem Denkmal hochladen | Wohnhaus (Försterhaus) | Dorfstraße 1 (Karte)                           | 2. Hälfte 19. Jahrhundert | Als ehemaliges Försterhaus in unmittelbarer Nachbarschaft zum Rittergut von ortsgeschichtlicher Bedeutung. Eingeschossiger Putzbau mit Krüppelwalmdach, sehr flacher Mittelrisalit mit Hauseingangstür, profiliertes Türgewände mit Bedachung. | 09201389 |
| Direkt Bild zu diesem Denkmal hochladen | Häuslerhaus | Dorfstraße 5 (Karte)                           | Um 1800 | Fachwerkgebäude in gutem Originalzustand, baugeschichtlich von Bedeutung. Erdgeschoss massiv, Obergeschoss Fachwerk verbrettert und Giebel verkleidet, Krüppelwalmdach, Tür verändert. | 09201390 |
| Direkt Bild zu diesem Denkmal hochladen | Wohnhaus (ohne Anbau) | Dorfstraße 12 (Karte)                          | Um 1700 | Bemerkenswertes Fachwerkgebäude, bau- und hausgeschichtlich von Bedeutung. Erdgeschoss massiv, Steingewände, Obergeschoss einriegeliges Fachwerk mit Schrägstreben, Giebel verbrettert, Satteldach. | 09201391 |
| Direkt Bild zu diesem Denkmal hochladen | Wohnhaus | Dorfstraße 13 (Karte)                          | Um 1900 | Zeittypischer Putzbau, baugeschichtlich von Bedeutung. Zweigeschossiger Massivbau (ehemals mit Laden), 7 zu 2 Achsen, profiliertes Traufgesims, Satteldach. | 09201392 |
| Direkt Bild zu diesem Denkmal hochladen | Wohnstallhaus (ohne Anbau) und östliches Seitengebäude eines Vierseithofes | Dorfstraße 22 (Karte)                          | Bezeichnet mit 1708 (Wohnstallhaus); um 1800 (Seitengebäude)                                                                      | Beachtenswerte zeit- und landschaftstypische Hofgebäude in Fachwerkbauweise, baugeschichtlich und ortsbildprägend von Bedeutung. - Wohnstallhaus: Erdgeschoss massiv, Obergeschoss Fachwerk - Seitengebäude: Erdgeschoss massiv, Obergeschoss Fachwerk, Giebel verkleidet, Krüppelwalmdach | 09201394 |
| Direkt Bild zu diesem Denkmal hochladen | Häuslerhaus | Dorfstraße 23 (Karte)                          | Um 1800 | Regionaltypisches Fachwerkhaus, baugeschichtlich von Bedeutung. Erdgeschoss massiv, Obergeschoss Fachwerk verbrettert, die rückseitige Dachfläche abgeschleppt. | 09201395 |
| Direkt Bild zu diesem Denkmal hochladen | Häuslerhaus | Dorfstraße 25 (Karte)                          | Um 1800 | Regionaltypisches Fachwerkhaus, baugeschichtlich von Bedeutung. Erdgeschoss massiv, Obergeschoss Fachwerk verbrettert und verkleidet, nördliche Giebelseite Fachwerk mit Lehmstackenfüllung, verputzt, Erdgeschoss durch Fenstereinbau verändert, Eingangsbereich mit kleinem Vorhäuschen, Satteldach, rückwärtiger Dachbereich abgeschleppt. | 09201396 |
| Direkt Bild zu diesem Denkmal hochladen | Wohnstallhaus, Scheune und Handschwengelpumpe eines Zweiseithofes | Dorfstraße 39 (Karte)                          | 1880 | Landschafts- und zeittypische Fachwerkbauten in bildprägender Lage, bau- und heimatgeschichtlich von Bedeutung. - Wohnstallhaus: Erdgeschoss massiv, Obergeschoss Fachwerk verbrettert, ein Giebel massiv - Scheune: Holzkonstruktion, alte Handschwengelpumpe mit Holzverkleidung | 09201399 |
| Direkt Bild zu diesem Denkmal hochladen | Wohnstallhaus eines ehemaligen Dreiseithofes | Dorfstraße 47 (Karte)                          | 1. Hälfte 19. Jahrhundert | Lang gestreckter Putzbau, baugeschichtlich und ortsbildprägend von Bedeutung. Lang gestreckter Bau, Erdgeschoss massiv, Steingewände, Obergeschoss Fachwerk verputzt und verbrettert (Giebel). | 09201419 |
| Direkt Bild zu diesem Denkmal hochladen | Wohnhaus eines Bauernhofes | Meißner Straße 128 (Karte)                     | Nach 1800 | Zeit- und landschaftstypischer Fachwerkbau in dominanter Lage, baugeschichtlich von Bedeutung. Erdgeschoss massiv, Obergeschoss Fachwerk verbrettert, Giebel verkleidet, Krüppelwalmdach. | 09201405 |
| Direkt Bild zu diesem Denkmal hochladen | Gasthof „Zur Einkehr“ und Saal | Meißner Straße 136 (Karte)                     | Um 1910 | Straßenbildprägender Putzbau mit charakteristischem Mansardwalmdach, bau- und ortsgeschichtlich Bedeutung. Vielgliedriger, mächtiger Bau in Ecklage zum Pfarrberg, eingeschossig mit aufwendigem Dachausbau, großer Saal zum Pfarrberg, originale Tür und einige Rundbogenfenster. | 09201415 |
| Weitere Bilder                          | Dorfkirche Bieberstein (Sachgesamtheit) | Pfarrberg (Karte)                              | 1676 | Sachgesamtheit Dorfkirche und Kirchhof Bieberstein mit folgenden Einzeldenkmalen: Kirche mit Ausstattung, 12 Grabmale, Denkmal für die Gefallenen des Ersten Weltkrieges, Soldatengrab für sieben im Zweiten Weltkrieg gefallene Soldaten und Einfassungsmauer des Kirchhofs (09201383) sowie der Kirchhof; das Ortsbild maßgeblich prägendes Denkmalensemble von ortsgeschichtlicher und künstlerischer Bedeutung | 09305732 |
| Weitere Bilder                          | Kirche mit Ausstattung, zwölf Grabmale, Denkmal für die Gefallenen des Ersten Weltkrieges und Soldatengrab für sieben im Zweiten Weltkrieg gefallene Soldaten auf dem Kirchhof sowie Einfassungsmauer des Kirchhofs (Einzeldenkmale der Sachgesamtheit 09305732)            | Pfarrberg (Karte)                              | 1676 (Kirche); bezeichnet mit 1580 (Taufe); 1679 (Altar); bezeichnet mit 1743 (Kanzel); 1832 (Orgel)                              | Einzeldenkmale der Sachgesamtheit Dorfkirche und Kirchhof Bieberstein; auf einer Anhöhe gelegene spätgotische Saalkirche mit Westturm, das Ortsbild maßgeblich prägendes Denkmalensemble von ortsgeschichtlicher und künstlerischer Bedeutung | 09201383 |
| Direkt Bild zu diesem Denkmal hochladen | Pfarrhaus, Scheune und Reste der Einfriedung | Pfarrberg 1 (Karte)                            | Bezeichnet mit 1703 (Pfarrhaus); 19. Jahrhundert (Scheune)                                                                        | Gut erhaltenes Gebäudeensemble in der Dorfmitte mit baugeschichtlicher, ortsgeschichtlicher und ortsbildprägender Bedeutung. - Pfarrhaus: Erdgeschoss massiv, Steingewände, Flachbogentür, Obergeschoss zur Hofseite Sichtfachwerk, die Giebel- und Rückseiten Fachwerk verbrettert, hohes Satteldach - Scheune: lang gestreckter Bau in Holzkonstruktion, Satteldach - Einfriedung: Straßen begleitende Bruchsteinmauer, zwei Pfeiler und Rundbogenpforte aus Bruchstein als Hofeingangstor                                                                                         | 09201385 |

## Burkersdorf
| Bild                                    | Bezeichnung                                         | Lage                            | Datierung                                                              | Beschreibung | ID       |
| --------------------------------------- | --------------------------------------------------- | ------------------------------- | ---------------------------------------------------------------------- | --- | -------- |
| Direkt Bild zu diesem Denkmal hochladen | Wohnstallhaus und Seitengebäude eines Zweiseithofes | Meißner Straße 1 (Karte)        | 1697 Dendro (Wohnstallhaus); 2. Hälfte 19. Jahrhundert (Seitengebäude) | Am Ortseingang gelegen, aufwendige und singuläre Fachwerk-Konstruktion mit Kopfstreben und Brettbalustern, bau- und hausgeschichtlich von Bedeutung. - Wohnstallhaus: Erdgeschoss massiv, Obergeschoss Fachwerk mit Kopfbändern und Brettbalustern, Giebel verbrettert, laut Auskunft 1516 - Nebengebäude: Erdgeschoss massiv, Obergeschoss Fachwerk | 09201406 |
| Direkt Bild zu diesem Denkmal hochladen | Häuslerhaus                                         | Meißner Straße 3 (Karte)        | Um 1700                                                                | Landschaftstypischer Fachwerkbau in gutem Originalzustand, bau- und hausgeschichtlich von Bedeutung. Erdgeschoss massiv, Obergeschoss Fachwerk mit Kopfbändern. | 09201407 |
| Direkt Bild zu diesem Denkmal hochladen | Tanksäule                                           | Meißner Straße 51 (vor) (Karte) | Um 1925                                                                | Verkehrshistorische Bedeutung. Tanksäule der ehemaligen Deutsch-Amerikanischen Petroleumgesellschaft, ca. 2,5 m hoch, beidseits eine Lampe, im Inneren Zapfsäule. | 09201413 |
| Direkt Bild zu diesem Denkmal hochladen | Häuslerhaus                                         | Meißner Straße 54 (Karte)       | Um 1800                                                                | Zeit- und landschaftstypischer Fachwerkbau in gutem Originalzustand, bau- und heimatgeschichtlich von Bedeutung. Erdgeschoss massiv, Obergeschoss Fachwerk verbrettert, zum Hof offen. | 09201409 |
| Direkt Bild zu diesem Denkmal hochladen | Häuslerhaus                                         | Meißner Straße 59 (Karte)       | Um 1700                                                                | Zeit- und landschaftstypischer Bau mit interessantem Fachwerk in gutem Originalzustand, bau- und hausgeschichtlich von Bedeutung. Erdgeschoss massiv, Obergeschoss Fachwerk mit Thüringer Leiter und Kopfbändern, Schwelle und Füllhölzer mit Kielbögen verziert, Giebel verkleidet, Anbau mit einfacherem Fachwerk.                                 | 09201410 |
| Direkt Bild zu diesem Denkmal hochladen | Häuslerhaus und Seitengebäude                       | Meißner Straße 60 (Karte)       | Um 1700 (Häuslerei); um 1800 (Seitengebäude)                           | In ausgezeichnetem Originalzustand erhaltene Fachwerk-Häuser, bau-, haus- und heimatgeschichtlich von Bedeutung. - Wohnhaus: Erdgeschoss massiv, Obergeschoss Fachwerk mit Kopfbändern, originale Haustür - Nebengebäude: Erdgeschoss massiv, Obergeschoss Fachwerk, zum Teil verbrettert                                                            | 09201411 |

## Dittmannsdorf
| Bild                                    | Bezeichnung | Lage                               | Datierung | Beschreibung | ID       |
| --------------------------------------- | --- | ---------------------------------- | --- | --- | -------- |
| Direkt Bild zu diesem Denkmal hochladen | 17 Wegesteine zur Markierung der ehemaligen Überquerungen der Feldwege über den Bahndamm der Schmalspurbahn Freital-Potschappel–Nossen | (Flurstücke 922/5, 922/16) (Karte) | 1886 | Letzte Zeugnisse der 1972 stillgelegten und inzwischen abgebauten Schmalspurbahnstrecke von ortshistorischer Bedeutung. 0,50 m – 1,00 m hoch, grob behauen, Sandstein und Granit, nahe Streckenkilometer 23–26 (ca.). | 09201375 |
| Direkt Bild zu diesem Denkmal hochladen | Seitengebäude und Scheune des ehemaligen Erbgerichtshofes | Am Schenkberg 1 (Karte)            | Nach 1865 (Scheune); bezeichnet mit 1907 (Seitengebäude)                                                                                      | Authentisch erhaltene ländliche Bauten in der Ortsmitte von Dittmannsdorf, maßgeblich das Ortsbild prägend, bau- und regionalgeschichtlich von Bedeutung. - Nebengebäude: stattlicher Massivbau mit Backsteingliederung - Scheune: Fachwerk-Konstruktion - Die alte Erbgerichtsschenke (Bierkeller bezeichnet mit 1784) 1865 abgebrannt, stand etwas oberhalb des ehemaligen Wohnstallhauses, Teile des Bierkellers erhalten. - Wohnstallhaus: 1890 abgebrannt und 1891 neu erbaut, Erdgeschoss massiv, Obergeschoss Fachwerk – Abbruch und Neubau 2016 | 09201382 |
| Direkt Bild zu diesem Denkmal hochladen | Scheune und Seitengebäude eines Vierseithofes | Bahnhofstraße 6 (Karte)            | 1. Hälfte 18. Jahrhundert (Seitengebäude); bezeichnet mit 1867 (laut Bauakte Scheune Neubau 1877)                                             | Zeit- und landschaftstypische ländliche Wirtschaftsgebäude aus dem beginnenden 18. bzw. dem ausgehenden 19. Jahrhundert von bau- und regionalgeschichtlicher Bedeutung. - Scheune: große zweigeschossige Fachwerk-Konstruktion, Erdgeschoss zum Teil noch Bruchstein, Fachwerk mit Schrägstreben, bezeichnet mit 18K67, laut Bauakte Neubau von 1877 - Seitengebäude: Erdgeschoss massiv, Obergeschoss Fachwerk mit aufgeblatteten Kopfbändern, beide Giebel massiv, Rückseite verbrettert | 09201316 |
| Direkt Bild zu diesem Denkmal hochladen | Wohnstallhaus (ohne Anbau), Scheune und Seitengebäude eines Dreiseithofes | Bahnhofstraße 7 (Karte)            | 1. Drittel 18. Jahrhundert (Scheune und Seitengebäude); 1. Hälfte 19. Jahrhundert (Wohnstallhaus)                                             | Gut erhaltene Fachwerkgebäude in landschaftstypischer Bauweise, Teil der alten Ortsstruktur, bau- und regionalgeschichtlich von Bedeutung. - Wohnstallhaus: Erdgeschoss Bruchstein, zum Teil Steingewände, Obergeschoss Fachwerk, zum Teil mit originalen Fenstern - Scheune: zweigeschossig, Erdgeschoss massiv, Obergeschoss Fachwerk mit vier Halben-Mann-Figuren und einer Wilden-Mann Figur, Krüppelwalmdach, Nebengebäude: zweigeschossig, Obergeschoss Fachwerk mit Halben-Mann-Figuren und Kopfstreben, verbrettert, Krüppelwalmdach, saniert vor 2014 | 09201317 |
|                                         | Wohnhaus, ehemals „ Ryssels Bäckerei und Gasthaus“ | Freiberger Straße 1 (Karte)        | Bezeichnet mit 1905 | Zeittypischer Putzbau in gutem Originalzustand, orts- und baugeschichtlich von Bedeutung. Zweigeschossiger Massivbau mit aufwendiger Putzgliederung und drei Dachhäuschen, anstelle einer Mühle 1905 durch den Bäckermeister und Schankwirt Ryssel als „Restauration und Bäckerei“ erbaut, bis 1946 Bäckerei und Gasthaus, weitgehend auf den Grundmauern der vorherigen Mühle erbaut, ehemaliges Zackenfries unterhalb des Kämpfers bei Sanierung 1996 überputzt. | 09201318 |
| Direkt Bild zu diesem Denkmal hochladen | Wohnstallhaus eines Dreiseithofes | Hauptstraße 1 (Karte)              | Bezeichnet mit 1885 (erbaut vor 1885) | Traditionelles Fachwerkhaus, Teil der alten Ortsstruktur, bau- und sozialgeschichtlich bedeutsam. - Wohnstallhaus: über hohem Sockel, Erdgeschoss massiv, Obergeschoss Fachwerk verkleidet, am Giebel Zierschiefer, Steingewände, 1913 wird Kuhstall neu gewölbt, 1921 massive Stallerweiterung - Seitengebäude mit Stall: Erdgeschoss massiv, Obergeschoss Fachwerk, ein Giebel massiv. Streichung: weist zahlreiche Bauphasen auf, recht einfache Fachwerkkonstruktion, mehrfach geändert, Denkmalausweisung fachlich nicht gerechtfertigt. | 09201321 |
| Direkt Bild zu diesem Denkmal hochladen | Steinbogenbrücke über den Dittmannsdorfer Bach | Hauptstraße 5 (gegenüber) (Karte)  | Ende 18. Jahrhundert | Einbogige Bruchsteinbrücke, verkehrshistorische und ortsbildprägende Bedeutung. 5,50 m lang, 3,70 m breit, Bruchstein, Schlussstein aus Sandstein. | 09201320 |
| Direkt Bild zu diesem Denkmal hochladen | Wohnstallhaus, Seitengebäude und Scheune eines Vierseithofes | Hauptstraße 10 (Karte)             | Bezeichnet mit 1824 (Seitengebäude); bezeichnet mit 1900 (Wohnstallhaus)                                                                      | Überaus stattliche, ortsbildprägende Anlage mit gut erhaltenen Wohn- und Wirtschaftsgebäuden, bau- und sozialgeschichtlich von Bedeutung. - Wohnstallhaus: stattlicher Massivbau, aufwendig gestaltet mit gelbem Backstein, unterschiedlichen Putzgliederungen, kräftig profilierten Gewänden und Gesimsen, Eckbetonung, Dachhäuschen - Seitengebäude: langgestreckt, zweigeschossig, Erdgeschoss massiv, Obergeschoss Fachwerk, Steingewände, Schlussstein bezeichnet mit „CAK 1824“ - Scheune: Fachwerk-Konstruktion, große Durchfahrt | 09201322 |
| Direkt Bild zu diesem Denkmal hochladen | Steinbogenbrücke über den Dittmannsdorfer Bach | Hauptstraße 10 (bei) (Karte)       | Bezeichnet mit 1828 (später verbreitert) | Einbogige Bruchsteinbrücke, verkehrshistorische und ortsbildprägende Bedeutung. 5 m lang, 4,90 m breit, Bruchstein und Sandstein, einbogig, Oberstromseite bezeichnet mit „K. 1828“ für Erbauung Brücke, Unterstromseite bezeichnet mit „B 1938“, Hinweis auf ehemalige Besitzer der Nummer 7, später Hauptstraße 10 Julius Böhme. | 09201323 |
| Direkt Bild zu diesem Denkmal hochladen | Wohnstallhaus, zwei Seitengebäude und Scheune eines Vierseithofes | Hauptstraße 11 (Karte)             | Bezeichnet mit 1697 (Wohnstallhaus); um 1720 (straßenseitige Seitengebäude); um 1800 (hinteres Seitengebäude); Ende 19. Jahrhundert (Scheune) | Teil der alten Ortsstruktur, das Wohnstallhaus unter der Verkleidung mit interessantem Fachwerk, die Wirtschaftsgebäude in zeit- und landschaftstypischer Bauweise, baugeschichtlich und ortsbildprägend von Bedeutung. - Wohnstallhaus: 1992 mit PVC verkleidet, Steingewände, Obergeschoss einriegeliges Fachwerk mit Kopfband, Schwellbalken mit Schiffchenkehlung, bezeichnet mit 1697, zweigeschossiges Gebäude, Erdgeschoss massiv unterfahren, ohne erhaltene Fenster- und Türgewände, Fachwerk-Obergeschoss, zweiriegelig, Brüstungsfelder mit kurzen Ständern (sogenannte Thüringer Leiter), aufgeblattete Kopfstreben, Giebel massiv Ziegelmauerwerk, im Dachgeschoss vermutlich Fachwerk verputzt, nachträgliche Anbauten entstellend. - Seitengebäude: Erdgeschoss massiv, Obergeschoss Fachwerk - Scheune: preußisches Fachwerk, zum Teil verbrettert - Nebengebäude: Erdgeschoss massiv, Steingewände, Obergeschoss Fachwerk, mit Halbem Mann | 09201324 |
| Direkt Bild zu diesem Denkmal hochladen | Seitengebäude eines Vierseithofes | Hauptstraße 22 (Karte)             | Um 1720 | Eines der ältesten Fachwerk-Gebäude des Ortes, baugeschichtlich von Bedeutung. Erdgeschoss massiv, Obergeschoss Fachwerk, zum Teil verbrettert. | 09201325 |
| Direkt Bild zu diesem Denkmal hochladen | Pfarrhaus, Scheune, Seitengebäude (heute Diakonie), Einfassungsmauern und drei Torpfeiler des Pfarrhofes | Hauptstraße 25 (Karte)             | 1807 (Pfarrhaus); 1809 Dendro (Pfarrnebengebäude); Ende 19. Jahrhundert (Pfarrscheune)                                                        | Ortsbildprägender Fachwerk-Komplex, bau- und ortsgeschichtlich von Bedeutung. Am Abend des 14. Januar 1807 brannte das Pfarrgehöft ab und wurde anschließend wieder aufgebaut. - Pfarrhaus: stattlicher, langgestreckter Fachwerk-Bau, Erdgeschoss massiv mit Steingewänden, Obergeschoss Fachwerk, Krüppelwalmdach, 1807 nach Brand neu errichtet, 1899 Kuhstall in Konfirmandenzimmer umgebaut - Scheune: eingeschossig, Fachwerk-Konstruktion, Satteldach - Seitengebäude, heute Diakonie: Erdgeschoss massiv, Obergeschoss Fachwerk, 1992/93 Umbau des Seitengebäudes in das heutige Diakoniegebäude, bei dieser Baumaßnahme kam es zum teilweisen Austausch des Fachwerks - Torpfeiler: mit geschweiftem Abschluss und Kugel | 09201328 |
| Weitere Bilder                          | Dorfkirche und Kirchhof Dittmannsdorf (Sachgesamtheit) | Hauptstraße 25 (neben) (Karte)     | 1597 | Sachgesamtheit Dorfkirche und Kirchhof Dittmannsdorf mit folgenden Einzeldenkmalen: Kirche, 13 Grabmale bzw. Fragmente von Grabmalen, Denkmal für die Gefallenen des Ersten Weltkrieges (vor Kirch- und Pfarrhof), Denkmal für die Gefallenen des Zweiten Weltkrieges (Grab aus dem 18. Jahrhundert mit Inschriftplatten für die Gefallenen des Zweiten Weltkrieges, an der Friedhofsmauer angebracht), Inschriftsteine (erinnernd an Erbauung und Umbau der Kirche an Sakristei und südöstlicher Kirchenecke) und Reste der Kirchhofsmauer und Eingangstor (09201329); Anlage von ortsgeschichtlicher Bedeutung, mit Kirche und Pfarrhof ein Ensemble bildend | 09299793 |
| Weitere Bilder                          | Kirche, 13 Grabmale bzw. Fragmente von Grabmalen, Denkmal für die Gefallenen des Ersten Weltkrieges (vor Kirch- und Pfarrhof), Denkmal für die Gefallenen des Zweiten Weltkrieges (Grab aus dem 18. Jahrhundert mit Inschriftplatten für die Gefallenen des Zweiten Weltkrieges, an der Friedhofsmauer angebracht), Inschriftsteine (erinnernd an Erbauung und Umbau der Kirche an Sakristei und südöstlicher Kirchenecke) und Reste der Kirchhofsmauer und Eingangstor (Einzeldenkmale der Sachgesamtheit 09299793) | Hauptstraße 25 (neben) (Karte)     | 1594 (Kirche); 1682 (Kreuzigungsgruppe, Relief); Ende 16. Jahrhundert (Kanzel); bezeichnet mit 1805 (Taufe); 1887 (Altar)                     | Einzeldenkmale der Sachgesamtheit Dorfkirche und Kirchhof Dittmannsdorf; gemeinsam mit dem Pfarrhof und der alten Schule ein Ensemble von baugeschichtlicher, künstlerischer, ortsbildprägender und ortsgeschichtlicher Bedeutung | 09201329 |
| Direkt Bild zu diesem Denkmal hochladen | Steinbogenbrücke über den Dittmannsdorfer Bach | Hauptstraße 26 (vor) (Karte)       | Bezeichnet mit 1828 | Einbogige Bruchsteinbrücke, verkehrshistorische und ortsbildprägende Bedeutung. 8,80 m lang, 4,60 m breit, Bruchstein und Sandstein, Schlussstein bezeichnet mit „L 1828“. | 09201326 |
|                                         | Ehemalige Schule (heute Wohnhaus) mit Sonnenuhr und Scheune sowie Heiste und Treppe vor dem Haus | Hauptstraße 27 (Karte)             | 1678 im Kern (Schule); vermutlich Anfang 19. Jahrhundert neu gebaut (Schule); um 1800 (Scheune)                                               | Fachwerk-Ensemble, welches mit Kirche und Pfarrgut die bedeutendste ortsbildprägende Gebäudegruppe bildet, baugeschichtlich, ortsbildprägend und ortsgeschichtlich von Bedeutung. - Ehemalige Schule (heute Wohnhaus): Erdgeschoss massiv, Steingewände, originale Tür, Obergeschoss Fachwerk, Giebel verbrettert, laut Kirchengalerie soll die Schule 1678 erbaut sein, die Fachwerkkonstruktion verdeutlicht jedoch, dass vom alten Baubestand kaum etwas erhalten blieb, die Konstruktion des Fachwerks lässt einen grundlegenden Umbau Ende des 18. bzw. Anfang des 19. Jahrhunderts vermuten, am Wohnhaus Sonnenuhr, vermutlich laut Inschrift aus dem Jahr 1994, bei Baumaßnahmen 1992/93 wurden Sparren und andere Konstruktionsteile des Dachstuhls ersetzt. - Scheune: kleiner, schöner Fachwerk-Bau, zum Teil verbrettert - Heiste und Treppe: dem Wohnhaus vorgelagert, vermutlich baugleich mit dem Gebäude der alten Schule. Anfang des 19. Jahrhunderts zum Ausgleich der Höhenunterschiede, Heiste mit Gneisplatten belegt, Treppe mit Sandsteinstufen, davon drei alte Stufen | 09201331 |
| Direkt Bild zu diesem Denkmal hochladen | Zwei Seitengebäude, Scheune und Heiste vor dem Wohnstallhaus eines Vierseithofes | Hauptstraße 28 (Karte)             | Um 1708 (westliches Seitengebäude); um 1800 (Scheune); 1. Hälfte 19. Jahrhundert (östliches Seitengebäude)                                    | Vollständig erhaltener Vierseithof mit Baubestand aus dem beginnenden 18. und 19. Jahrhundert von großer heimat- und hausgeschichtlicher Bedeutung | 09201332 |
| Direkt Bild zu diesem Denkmal hochladen | Vierseithof mit südlichem Wohnstallhaus, westlichem Seitengebäude (mit Kumthalle), nördlicher Scheune und östlichem Seitengebäude | Hauptstraße 34 (Karte)             | Mitte 19. Jahrhundert | Stattliche Anlage von ortsbildprägender und baugeschichtlicher Bedeutung. - Wohnstallhaus: lang gestreckter Bau, Erdgeschoss massiv, Obergeschoss Fachwerk mit Fuß- und Kopfband - westliches Seitengebäude mit Kumthalle: zweigeschossig mit drei offenen Bögen - Scheune: schöne Fachwerk-Konstruktion, Anbau 1888 - östliches Seitengebäude: zweigeschossig, Erdgeschoss massiv mit großen Toren, Obergeschoss Fachwerk | 09201334 |
| Direkt Bild zu diesem Denkmal hochladen | Steinbogenbrücke über den Dittmannsdorfer Bach | Hauptstraße 34 (bei) (Karte)       | Bezeichnet mit 1744 | Einjochige Bruchsteinbrücke, verkehrshistorische und ortsbildprägende Bedeutung. 7,80 m lang, 4,00 m – 7,10 m breit, Bruchstein und Sandstein, Schlussstein bezeichnet mit „G.S. 1744/F.J.H. 1852“. | 09201333 |
| Direkt Bild zu diesem Denkmal hochladen | Wohnstallhaus, Scheune und zwei Seitengebäude eines Vierseithofes | Hauptstraße 38 (Karte)             | 1. Drittel 18. Jahrhundert (Seitengebäude); um 1800 (Seitengebäude); Mitte 19. Jahrhundert (Wohnstallhaus); 1884 (Scheune)                    | Landschaftstypischer, das Ortsbild prägender Bauernhof, baulich leicht überformt, heimatgeschichtlich von Bedeutung. - Wohnstallhaus: langgestreckt, Erdgeschoss massiv, Obergeschoss Fachwerk verbrettert, Steingewände, Ladeluke - Scheune: 1884 für den damaligen Eigentümer des Gutes Wilhelm Jäpel erbautmassives Sockelgeschoss mit zweigeschossiger Fachwerk-Konstruktion - Stall: Erdgeschoss massiv, auch Giebel, Obergeschoss Fachwerk - Nebengebäude: Erdgeschoss massiv, Obergeschoss Fachwerk | 09201336 |
| Direkt Bild zu diesem Denkmal hochladen | Brücke über den Dittmannsdorfer Bach | Hauptstraße 38 (bei) (Karte)       | Mitte 19. Jahrhundert | Einbogige Natursteinbrücke, Zufahrtsbrücke zum Hof Hauptstraße 38, ortsgeschichtlich und ortsbildprägend von Bedeutung. Korbbogen, 6,50 m lang, 4,20 m breit, Bruchstein und Sandstein. | 09201335 |
| Direkt Bild zu diesem Denkmal hochladen | Steinbogenbrücke über den Dittmannsdorfer Bach | Hauptstraße 44 (bei) (Karte)       | Mitte 19. Jahrhundert | Einbogige Natursteinbrücke, Zufahrt zum Hof Hauptstraße 44, ortsgeschichtlicher und ortsbildprägender Wert. 6,00 m lang, 4,80 m breit, Bruchstein und Sandstein, Unterstromseite durch Verbreiterung mit Betonwand. | 09201369 |
| Direkt Bild zu diesem Denkmal hochladen | Seitengebäude eines Vierseithofes | Hauptstraße 48 (Karte)             | 18. Jahrhundert | Regionaltypischer ländlicher Fachwerkbau mit Kreuzstrebengefüge, besonderes Zeugnis der ländlichen Volksbauweise, baugeschichtlich von Bedeutung. - Nebengebäude: Erdgeschoss massiv, durch Toreinbau verändert, Obergeschoss einriegeliges Fachwerk, teils K-Streben, vermutlich giebelseitig verlängert, ältester Hausteil vermutlich beginnendes 18. Jahrhundert - Wohnstallhaus: Erdgeschoss massiv, Steingewände, originale Tür, Obergeschoss Fachwerk, durch Fenstereinbau beide Geschosse gestört – Streichung 2017 nach eingehender Prüfung auf Eigentümerantrag, im Innern Zeugnis- und Dokumentationswert aufgrund vielzähliger Veränderungen stark herabgesetzt - Scheune (zwischen 2017 und 2024 aus der Denkmalliste gestrichen): zweigeschossiger Massivbau mit breiten Flachbogentoren | 09201371 |
| Direkt Bild zu diesem Denkmal hochladen | Steinbogenbrücke über den Dittmannsdorfer Bach | Hauptstraße 48, 50 (bei) (Karte)   | Bezeichnet mit 1857 | Einbogige Natursteinbrücke, Zufahrtsbrücke zu den Grundstücken Hauptstraße 48 und 50, ortsgeschichtliche und ortsbildprägende Bedeutung. 3,20 m lang, 4,80 m breit, Bruchstein und Sandstein, Schlussstein bezeichnet mit 1857. | 09201370 |
| Direkt Bild zu diesem Denkmal hochladen | Wohnstallhaus und Scheune eines Dreiseithofes | Hauptstraße 56 (Karte)             | Bezeichnet mit 1840 | Traditionelle bäuerliche Wohn- und Wirtschaftsgebäude, weitgehend authentisch überliefert von bau- und sozialgeschichtlichem Wert. - Wohnstallhaus: Erdgeschoss massiv, Tür mit Flachbogen, Schlussstein bezeichnet mit „GHZ 1840“, Obergeschoss Fachwerk im Giebelbereich massiv - Scheune: mächtige langgestreckte Fachwerk-Konstruktion mit Krüppelwalmdach | 09201310 |
| Direkt Bild zu diesem Denkmal hochladen | Häusleranwesen (ehemalige Schmiede), heute Wohnhaus | Hauptstraße 63 (Karte)             | Um 1800 | Teil des historischen Dorfkerns, bau-, regional- und sozialgeschichtlich von Bedeutung. Zweigeschossiger, breitgelagerter Bau, Erdgeschoss massiv, Obergeschoss Fachwerk. | 09201372 |
| Direkt Bild zu diesem Denkmal hochladen | Steinbogenbrücke über den Dittmannsdorfer Bach | Hauptstraße 70 (bei) (Karte)       | Bezeichnet mit 1867 | Ortsgeschichtlich und ortsbildprägend von Bedeutung. 5,00 lang, 4,80 m breit, Bruchstein und Sandstein, Schlussstein bezeichnet mit „1867 K.G.“, einbogig. | 09201373 |
| Direkt Bild zu diesem Denkmal hochladen | Wohnstallhaus (ohne Anbau) eines ehemaligen Dreiseithofes | Hauptstraße 72 (Karte)             | 19. Jahrhundert | Zeit- und landschaftstypisches Bauernhaus des beginnenden 19. Jahrhunderts, baulich leicht überformt, durch seine erhöhte Lage ortsbildprägend sowie von baugeschichtlichem Wert. Breitgelagerter großer Bau, Erdgeschoss massiv, Obergeschoss Fachwerk verbrettert. | 09201311 |
| Direkt Bild zu diesem Denkmal hochladen | Häusleranwesen mit Werkstatt | Hauptstraße 81 (Karte)             | Um 1800 | Weitgehend original erhaltenes ländliches Handwerkerhaus mit Werkstatt, teilweise mit Fachwerk auch im Erdgeschoss, bau- und sozialgeschichtlich von Bedeutung. Erdgeschoss zum Teil Fachwerk, Obergeschoss Fachwerk, Erdgeschoss Steingewände, ein Giebel massiv. | 09201315 |
| Weitere Bilder                          | Mast eines Windrades | Hauptstraße 99 (Karte)             | 1. Hälfte 20. Jahrhundert | Dient dem Betreiben eines Wasserschöpfwerkes, nur noch selten anzutreffende Anlage von technikgeschichtlicher Bedeutung. Eisengittermast mit Leiter und Wartungsplattform, Vorrichtung für Windrad, nur noch in wenigen Beispielen in Sachsen anzutreffen. | 09299800 |
| Direkt Bild zu diesem Denkmal hochladen | Scheune, Seitengebäude und Torbogen eines Vierseithofes | Hauptstraße 108 (Karte)            | Um 1800 (Seitengebäude); bezeichnet mit 1864 (Torbogen)                                                                                       | Weitgehend original erhaltener zeittypischer Fachwerkbau, Torbogen an der Rückseite des Hofes mit Schlussstein und Datierung, baugeschichtlich von Bedeutung. - Stall: Erdgeschoss massiv, Obergeschoss Fachwerk, Giebel verbrettert - Pferdestall: Erdgeschoss massiv, Obergeschoss Fachwerk - Torbogen: weiter Korbbogen, Schlussstein bezeichnet mit „A. Bohlig 1864“ - Scheune (zwischen 2017 und 2024 aus der Denkmalliste gestrichen): Erdgeschoss und rechte Seite massiv, Obergeschoss Fachwerk | 09201376 |
| Direkt Bild zu diesem Denkmal hochladen | Wohnstallhaus, Seitengebäude und Torbogen eines ehemaligen Vierseithofes | Hauptstraße 110 (Karte)            | Bezeichnet mit 1804 (Wohnstallhaus, ältere Teile um 1700); 2. Hälfte 19. Jahrhundert (Seitengebäude); bezeichnet mit 1884 (Toreinfahrt)       | Regionaltypische Fachwerkbauweise, baugeschichtlich von Bedeutung, durch erhöhte Lage bildprägend. - Wohnstallhaus: Erdgeschoss massiv, Obergeschoss Fachwerk, Giebel zum Teil verbrettert - Seitengebäude: Erdgeschoss massiv (durch Toreinbau verändert), Obergeschoss Fachwerk - Torbogen: weiter Korbbogen, Schlussstein bezeichnet mit „JGJ 1804 (J. G. Johne)“ | 09201377 |
| Direkt Bild zu diesem Denkmal hochladen | Seitengebäude und Scheune sowie Hocheinfahrt zur Scheune eines Vierseithofes | Hauptstraße 114 (Karte)            | Anfang 19. Jahrhundert (Seitengebäude); bezeichnet mit 1885 (Hocheinfahrt zur Scheune)                                                        | Stattliche bäuerliche Wirtschaftsgebäude in Fachwerkbauweise sowie als Brücke ausgebildete Hocheinfahrt in die Scheune, singuläre Konstruktion, baugeschichtlich von besonderer Bedeutung. - Stall: Erdgeschoss massiv, Obergeschoss Fachwerk, ein Giebel massiv - Scheune: schöner Fachwerk-Bau, ein Giebel massiv | 09201313 |
| Direkt Bild zu diesem Denkmal hochladen | Steinbogenbrücke über den Dittmannsdorfer Bach | Hauptstraße 126 (bei) (Karte)      | Bezeichnet mit 1838 | Verkehrshistorische und ortsbildprägende Bedeutung. 4,40 m lang, 4,25 m breit, Bruchstein und Sandstein, Schlussstein bezeichnet mit 1838 (Oberstromseite) und 1942 (Unterstromseite). | 09201380 |

## Drehfeld
| Bild           | Bezeichnung | Lage                          | Datierung                                                                           | Beschreibung | ID       |
| -------------- | --- | ----------------------------- | ----------------------------------------------------------------------------------- | --- | -------- |
| Weitere Bilder | Schachtaufsattelung und Haldenreste des Riedel Schachtes, Halden- und Bingenzug auf dem Reinsberger Glück Morgengang sowie Lindenallee | (Flurstücke 487, 619) (Karte) | 19. Jahrhundert (Halden- und Bingenzug); vermutlich 1844–1845 (Schachtaufsattelung) | Von bergbauhistorischer und landschaftsgestaltender Bedeutung. Die Grube Emanuel war die nördlichste große Grubenanlage im Freiberger Revier. Trotz beachtlicher Erzlieferungen erlangte die Grube keine Bedeutung. Zentraler Schacht war der Riedelschacht. Von diesem Kunst- und Treibeschacht hat sich die ca. 7 m hohe Schachtaufsattelung erhalten. Bestandteil der Grube waren auch Röschen zur Aufschlagwasserzuleitung sowie wasserabführende Stolln. Bereits auf den Meilenblättern von 1786 sind zum Immanuelschacht führende Alleen verzeichnet. Die zum Schacht führende Allee aus Kopflinden wurde vermutlich im Zusammenhang mit den Tagegebäuden der Grube angelegt. | 09201272 |

## Gotthelffriedrichsgrund
| Bild                                    | Bezeichnung              | Lage                        | Datierung                 | Beschreibung | ID       |
| --------------------------------------- | ------------------------ | --------------------------- | ------------------------- | --- | -------- |
| Direkt Bild zu diesem Denkmal hochladen | Wohnhaus (ohne Anbauten) | Neudorfer Straße 26 (Karte) | 2. Hälfte 19. Jahrhundert | Regionaltypischer Fachwerkbau, baugeschichtlich von Bedeutung. Erdgeschoss massiv mit Winterfenstern, Obergeschoss Fachwerk, an allen Seiten verkleidet (verbrettert und PVC). Haus Nummer 28 wurde 2007 auf Grund baulicher Veränderungen aus der Denkmalliste gestrichen. | 09201414 |

## Hirschfeld
| Bild                                    | Bezeichnung | Lage                                        | Datierung | Beschreibung | ID       |
| --------------------------------------- | --- | ------------------------------------------- | --- | --- | -------- |
| Weitere Bilder                          | Kirche mit Ausstattung und Kirchhof, sieben Grabmale, Denkmal für die Gefallenen des Ersten Weltkrieges sowie Kirchhofseinfriedung mit Kirchhofstor | Hauptstraße (Karte)                         | Im Kern 13. Jahrhundert (Kirche); Ende 16. Jahrhundert (Taufe); 17. Jahrhundert (Altar); 1888 (Triumphkreuzgruppe und Kanzel)   | Ursprünglich romanischen Saalkirche, baugeschichtlich, künstlerisch und ortsgeschichtlich von Bedeutung. - Kirche: Reizvoller Umbau einer ursprünglich romanischen Saalkirche des 13. Jahrhunderts (ehemals Westgiebel von innen noch sichtbar) zum spätestgotischen Einstützenraum mit am Außenbau nicht in Erscheinung tretendem Langchor. Nordanbau, Chorpolygon und Einwölbung von 1582, letztere am Mittelpfeiler bezeichnet. Dachreiter von 1729, erneuert 1778. Das Kircheninnere 1888 erneuert. Restaurierungen 1950 (Chorgewölbe) und 1984/85. Verputzter Bruchsteinbau mit Dachgesims und Strebepfeilern am Chor. Das Chorpolygon scheinbar aus der Achse gerückt und mit der Südmauer bündig, südöstlich Sakristeianbau. An der Nordseite des Chorpolygons schlichtes Maßwerkfenster, gestreckte Rundbogenfenster und ein kleines noch spitzbogiges an der Südseite. Auf dem Krüppelwalmdach über dem Westgiebel kräftiger, mehrfach gegliederter und verschieferter Dachreiter. An der Nordseite Renaissanceportal, die Holztür bezeichnet mit 1597. Darüber Nische mit Sandsteinrelief, kleine Kreuzigungsgruppe mit Inschrifttafel, Ende 16. Jahrhundert. Im Innern fast quadratischer Einstützenraum mit sehr dichtem Sternrippengewölbe, die Gewölbekappen außergewöhnlich klein und flach. Der Mittelpfeiler mit acht konkaven Seiten weist am Kapitell Renaissanceprofile auf, in nichtgotischer Weise entwickeln sich die Rippen aus dem auskragenden, pyramidenförmigen Kämpfer. Triumphbogen zum Chor ebenfalls dichtem Sternrippengewölbe. Kleine Emporen im Westen und Norden, im Chor Kastengestühl, an der Nordseite Betstube, darüber Emporen, 17. und 18. Jahrhundert Im nördlichen Anbau Patronatsloge. Zweigeschossiger Säulenaltar aus Holz, 17. Jahrhundert, anstelle des Altarbildes geschnitzte Kreuzigungsgruppe und im Aufsatz halbfiguriges Christusrelief von 1888. Holzkanzel auf Sandsteinsäule wohl ebenfalls um 1888. Reich verzierte Sandsteintaufe, der schlanke Kelch mit Nodus und Renaissanceornament Ende 16. Jahrhundert, Taufdeckel Ende 17. Jahrhundert. Klangschöne romantische Jahn-Orgel von 1864. - Kriegerdenkmal Erster Weltkrieg: über dreifach gestaffeltem Sandsteinsockel Tafel mit Inschriften, als Abschluss Dreieck mit Relief eines Stahlhelms - Grabdenkmale: - Grabmal Wolf von Mergental (gest. 1556), Sandstein, in angedeuteter Nische der Verstorbene mit breiter Schaube in Andacht kniend, sorgfältig ausgebildetes Flachrelief - Grabmal, Relief mit Darstellung eines Sarges, frühes 19. Jahrhundert - Grabmal Stein mit Kreuz und Dornenkranz, 19. Jahrhundert - Grabmal Ehepaar Pietzsch, 1863 und 1887 - Grabmal Familie Sohr, 1899 - Grabmal Stein auf Sockel mit Bekrönung (rechts neben Sohr und Zeißig), ohne Bezeichnung, 19. Jahrhundert - Grabmal neogotisch mit Plastik und floraler Dekoration (Allegorie des Glaubens), Ende 19. Jahrhundert, Sandstein - Einfriedung: Bruchsteinmauer entlang der Nord-, Süd- und Ostgrenze des Kirchhofs, Hauptzugangstor mit Pfeilern aus behauenem Sandstein und Abdeckplatte sowie zweiflügligem Ziergitter im Norden - Kirchhof: vom Hauptzugang zur Kirche führende Allee aus geschnittenen Abendländischen Lebensbäumen (Thuja occidentalis), zum Teil als Nachpflanzung | 09201421 |
| Weitere Bilder                          | Herrenhaus (Hauptstraße 1), südwestliche Gutsscheune und Torpfeiler des Rittergutes (Einzeldenkmale der Sachgesamtheit 09201430)                    | Hauptstraße 1 (Karte)                       | 1776 (Gutsscheune); 1800–1840 (Herrenhaus mit älterem Kern)                                                                     | Einzeldenkmale der Sachgesamtheit Rittergut Hirschfeld; Gebäude von bau- und ortsgeschichtlicher Bedeutung. - Herrenhaus: dreigeschossiger Massivbau mit Walmdach, die Freitreppe zum Park nach 1967 entfernt, zum Teil Rundbogenfenster, repräsentatives Gebäude mit gutem Originalbestand - Gutsscheune: eingeschossiger lang gestreckter Bruchsteinbau, verputzt, Toreinfahrten mit Stichbögen bezeichnet mit „O.M.v.TG“ (für Otto Moritz von Thielau) und „Ao. 1776 d. 20. Juny“, nach 1968 beide Toreinfahrten zugemauert - Torpfeiler: Ziegelmauerwerk, mit Putzspiegel und Sandsteinbekrönung | 09299794 |
| Weitere Bilder                          | Rittergut Hirschfeld (Sachgesamtheit) | Hauptstraße 1, 2, 4 (Am Mühlholz 3) (Karte) | Um 1700 (Park); 1776 (Gutsscheune); 1872 (Pächterhaus); 2. Hälfte 19. Jahrhundert (Wirtschaftsgebäude); um 1900 (Schweizerhaus) | Sachgesamtheit Rittergut Hirschfeld mit folgenden Einzeldenkmalen: Herrenhaus (Hauptstraße 1), südwestliche Gutsscheune und Torpfeiler (09299794), Gutspark, Hofgestaltung und zwei Alleen (Gartendenkmale) sowie den Sachgesamtheitsteilen: nordwestliches Pächterhaus, Schweizerhaus (Am Mühlholz 3), Kutscherhaus (Hauptstraße 4), weitere südwestliche Scheune (parallel zur Hofscheune), Gruft und Einfriedungsmauer; baugeschichtlich, ortsgeschichtlich, ortsbildprägend und landschaftsgestaltend von Bedeutung. - Pächterhaus: 1872 wurde ein Stall zum Pächterhaus umgebaut, langgestreckter zweigeschossiger Massivbau mit kleinem Glockentürmchen - Schweizerhaus: kleiner reizvoller Bau abseits der Hofanlage, breitgelagert, Mansarddach mit Schopf - südwestliche Scheune (Flurstück 538): Bruchsteinbau, teilweise verputzt, zur Straßenseite vorgelagerte Stützpfeiler, Satteldach, 19. Jahrhundert - Gruft: im Wald gelegene Begräbnisstätte der Familien Hübner und Seelhorst, im Innern Gewölbe, Grabplatten für Gotthelf Christian Hübner (gest. 1851) und Fredericke Henriette Hübner sowie G.G.E.W. von Seelhorst (gest. 1886) - Alleen: von Südosten zum Schloss führende Allee aus Winter-Linden (Tilia cordata), am Tor Wechsel zu Berg-Ahorn (Acer pseudoplatanus), vom Park nach Norden zur Gruft führende Allee aus Berg-Ahorn (Acer pseudoplatanus) und Stiel-Eichen (Quercus robur) - Einfriedung: verputzte Ziegelmauer entlang der Zufahrt, Rest einer Bruchsteinmauer nördlich des Herrenhauses - Park: barocke Vorgängeranlage nachweisbar (vgl. Meilenblätter von 1800), landschaftliche Umgestaltung im 19. Jahrhundert, Gestaltung nur noch in Grundzügen ablesbar, wertvoller Altgehölzbestand aus u. a. Stiel-Eiche (Quercus robur), Rot-Buche (Fagus sylvatica), Linde (Tilia spec.) und Rosskastanie (Aesculus hippocastanum) - Hofgestaltung: Halbrondell westlich des Herrenhauses mit Lindenpaar (Tilia spec.) - Obstwiese: südöstlich des Wirtschaftshofes Obstwiese mit Einfriedungshecke aus Weißdorn (Crataegus spec.) | 09201430 |
| Direkt Bild zu diesem Denkmal hochladen | Wohnstallhaus eines Vierseithofes | Hauptstraße 39 (Karte)                      | Bezeichnet mit 1672 | Regionaltypischer Fachwerkbau, bau- und hausgeschichtlich von Bedeutung. Erdgeschoss massiv, Obergeschoss Fachwerk mit Kopfbändern, über der Tür kleine Verdachung, Türgewände bezeichnet mit „1672 PAMS“ (?). | 09201428 |
| Direkt Bild zu diesem Denkmal hochladen | Wohnstallhaus eines Vierseithofes | Hauptstraße 40 (Karte)                      | Bezeichnet mit 1897 | Stattlicher lang gestreckter Massivbau, Teil der alten Ortsstruktur, baugeschichtlich von Bedeutung. Zweigeschossiger Bau von 14:4 Achsen, kräftige Steingewände, originale Türen, Inschrifttafel bezeichnet mit „Julius Franz Müller – Wer Gott vertraut, hat wohl gebaut – 1897“. | 09201427 |
| Direkt Bild zu diesem Denkmal hochladen | Pfarrhaus (Nr. 54), Pächterhaus (Nr. 52), Scheune und Handschwengelpumpe des Pfarrhofes                                                             | Hauptstraße 52, 54 (Karte)                  | 1770 (Pfarrhaus); um 1770 (Seitengebäude)                                                                                       | Landschaftstypische, gut erhaltene Anlage, bau- und ortsgeschichtlich von Bedeutung. - Pfarrhaus: zweigeschossiger Massivbau, Steingewände, Krüppelwalmdach - Pächterhaus: Erdgeschoss und Giebel massiv, Obergeschoss Fachwerk - Scheune: Holzkonstruktion, Pumpe: Handschwengelpumpe aus Holz | 09201424 |
| Direkt Bild zu diesem Denkmal hochladen | Ehemalige Schule (ohne Anbau) | Hauptstraße 69 (Karte)                      | Bezeichnet mit 1891 | Massiver Bau mit reicher Putzgliederung, bau- und ortsgeschichtlich von Bedeutung. Stattlicher zweigeschossiger Massivbau mit schöner Putzgliederung (Nutung, Spiegel, Pilaster, Gesimse). | 09201426 |
| Direkt Bild zu diesem Denkmal hochladen | Wohnstallhaus, Scheune, Auszugshaus und Handschwengelpumpe eines Vierseithofes                                                                      | Moritztal 19 (Karte)                        | Um 1820 | Regionaltypische Hofanlage in Fachwerkbauweise, Teil der alten Ortsstruktur, bau- und heimatgeschichtlich von Bedeutung. - Wohnstallhaus: Erdgeschoss massiv, Obergeschoss Fachwerk, Giebel komplett verbrettert, Scheune: Erdgeschoss massiv, Obergeschoss Fachwerk - Auszugshaus: Erdgeschoss und Giebel massiv, Obergeschoss zum Teil Fachwerk, Handschwengelpumpe aus Holz | 09201422 |
| Direkt Bild zu diesem Denkmal hochladen | Häuslerhaus | Moritztal 24 (Karte)                        | Anfang 19. Jahrhundert | Landschaftstypisches Fachwerkhaus, Teil der alten Ortsstruktur, bau- und heimatgeschichtlich von Bedeutung. Erdgeschoss und Giebel Bruchstein verputzt, zum kleinen Hof einriegeliges Fachwerk, zum Teil Rundbogenfenster. | 09201420 |
| Direkt Bild zu diesem Denkmal hochladen | Wohnstallhaus des ehemaligen Vorwerks | Moritztal 31, 33 (Karte)                    | Bezeichnet mit 1737 | Stattlicher Fachwerkbau, bau- und ortsgeschichtlich von Bedeutung. Rittergut seit 1725 im Besitz der Familie von Thielau, 1737 unter Otto Moritz von Thielau das Vorwerk erbaut, das ehemalige Wohnstallhaus Nummer 15 ist 1947 abgebrannt. Erdgeschoss massiv, Steingewände, Obergeschoss Fachwerk, Giebel verbrettert, flache Stichbogentür, Schlusstür bezeichnet mit 1737, originale Haustür. | 09201423 |
| Direkt Bild zu diesem Denkmal hochladen | Wohnstallhaus (Nr. 4) und östlicher Teil des Gasthauses (Nr. 2)                                                                                     | Reinsberger Straße 2, 4 (Karte)             | Um 1700 (Gasthaus); 1. Hälfte 19. Jahrhundert (Wohnstallhaus)                                                                   | Teil eines Dreiseithofes, Gasthausteil mit singulärem Fachwerk, (ohne Kulturhaus – Saalanbau), bau- und ortsgeschichtlich von Bedeutung. - Gasthaus: Erdgeschoss massiv, Obergeschoss Fachwerk mit geschweiften Andreaskreuzen und Kopfbändern, Giebel durch Fenstereinbau etwas verändert, im Dachbereich verkleidet - Wohnhaus: langgestreckt, Erdgeschoss und Giebel massiv, Obergeschoss Fachwerk (ehemals Stall und Heuboden) | 09201429 |

## Neukirchen
| Bild                                    | Bezeichnung | Lage                                           | Datierung | Beschreibung | ID       |
| --------------------------------------- | --- | ---------------------------------------------- | --- | --- | -------- |
| Direkt Bild zu diesem Denkmal hochladen | Halde, Reste der Mauerung und Teichdamm für das Kunstgezeug-Wasserrad am 1. Lichtloch und Schachtaufsattelung des 2. Lichtloches (alle Sachgesamtheitsteile)                                                  | (Flurstücke 883/1, 959/2) (Karte)              | 1845–1873 | Sachgesamtheitsbestandteil der Sachgesamtheit Röthschönberger Stolln, mit Lichtlöchern, Funktionsgebäuden, Gräben, Röschen, Halden und Mundlöchern in den Gemeinden Triebischtal (Ortsteil Rothschönberg), Halsbrücke (Ortsteil Halsbrücke und Ortsteil Krummenhennersdorf) sowie Reinsberg (Ortsteil Neukirchen und Ortsteil Reinsberg); Bergbauanlage von überregionaler technikgeschichtlicher Bedeutung (siehe auch Sachgesamtheitsteildokumente in den Denkmallisten der Gemeinden Halsbrücke und Reinsberg sowie in den Einzeldenkmallisten der genannten Gemeinden), seit 2019 zugehörig zur Kernzone des UNESCO-Welterbes Montanregion Erzgebirge/Krušnohoří 2. Lichtloch: kubischer Mauerblock, 8 × 8 m Grundfläche, 6 m Höhe, Gneisbruchstein, am Fuß Grundmauern von zwei Räumen anschließend. | 09205412 |
| Direkt Bild zu diesem Denkmal hochladen | Brücke Bäckersteig über den Tännichtbach | (Flurstücke 959/2, 963) (Karte)                | 17./18. Jahrhundert | Einbogige Bruchsteinbrücke mit beidseitig anlaufendem Straßendamm (Auffahrtsdamm), Bauwerk überspannt den Bach in vergleichsweise hohem Bogen, Teil der historischen Verbindung Rothschönberg–Neukirchen, auch als Bäckersteig bezeichnet, bau-, technik- und ortsgeschichtlich bedeutend | 09307022 |
| Weitere Bilder                          | Rittergut Neukirchen (Sachgesamtheit) | Am Park 4, 6 (Fasanenstraße 3, 11, 15) (Karte) | 4. Viertel 18. Jahrhundert, Unterhof (Wirtschaftsgebäude); bezeichnet mit 1812, später überformt, Oberhof (Gutsverwalterhaus); 1. Hälfte 19. Jahrhundert, Oberhof (Gutsscheune); 1. Hälfte 19. Jahrhundert, Oberhof (Wirtschaftsgebäude); um 1821, später überformt (Schäferei) | Sachgesamtheit Rittergut Neukirchen, bestehend aus zwei Wirtschaftshöfen: Oberhof über winkligem Grundriss mit Verwalterhaus (später Schäferei), Scheune, Wirtschaftsgebäude und ehemaligem Wagenschuppen (Fasanenstraße 3), Unterhof als Dreiflügelanlage mit drei Wirtschaftsgebäuden (Am Park 6), ehemalige Brennerei und Brauerei (Am Park 4), alte Schäferei (Fasanenstraße 15), Tagelöhnerhaus (Fasanenstraße 11), Gärtnerei (Am Park 2) und Hofpflasterung des Unterhofes (alle Sachgesamtheitsteile) sowie dem Gutspark (Gartendenkmal); weitgehend original erhaltene Gutsanlage von orts-, heimat- und baugeschichtlicher Bedeutung | 09201468 |
| Direkt Bild zu diesem Denkmal hochladen | Häuslerhaus | Anbauweg 6 (Karte)                             | 1842 | Zeit- und landschaftstypischer Fachwerkbau in gutem Originalzustand, bau- und heimatgeschichtlich von Bedeutung. Erdgeschoss massiv, Obergeschoss Fachwerk, zum Teil verbrettert. | 09201438 |
| Direkt Bild zu diesem Denkmal hochladen | Häuslerhaus | Anbauweg 16 (Karte)                            | Um 1800 | Regionaltypischer Fachwerkbau, baugeschichtlich von Bedeutung. Erdgeschoss massiv, Obergeschoss Fachwerk verkleidet, Satteldach. | 09201440 |
| Direkt Bild zu diesem Denkmal hochladen | Ehemaliges Wohnstallhaus, Seitengebäude und Scheune eines Vierseithofes | Bachweg 3 (Karte)                              | Um 1700 (Wohnstallhaus und Seitengebäude); 2. Hälfte 19. Jahrhundert (Scheune) | Sehr gut erhaltener, stattlicher Komplex mit interessantem Fachwerk, baugeschichtlich und ortsbildprägend von Bedeutung. - Ehemaliges Wohnstallhaus: Erdgeschoss massiv, durch Garageneinbauten verändert, Obergeschoss Fachwerk mit Kopf- und Fußstreben, Giebel verbrettert - Stall: Erdgeschoss massiv, Obergeschoss einriegeliges Fachwerk - Scheune: großer zweigeschossiger Fachwerk-Bau | 09201458 |
| Direkt Bild zu diesem Denkmal hochladen | Ehemaliger Erbgerichtsgasthof mit Saal | Dittmannsdorfer Straße 1 (Karte)               | 1829 | Heute Gasthof Neukirchen, mächtiger Putzbau über winkligem Grundriss, baugeschichtlich, ortsgeschichtlich und ortsbildprägend von Bedeutung. Hakenförmiger, zweigeschossiger Massivbau, Krüppelwalmdach. | 09201456 |
| Direkt Bild zu diesem Denkmal hochladen | Luthereiche | Kirchberg (Karte)                              | 1883 | Gedenkbaum für den Reformator Martin Luther, personen- und kulturgeschichtlich von Bedeutung. Im historischen Dorfkern im Südosten von Neukirchen gruppieren sich in unmittelbarer Nähe die Dorfkirche mit Kirchhof, das Pfarrgut, die Kirchschule und der Erbgerichtsgasthof. In den Jahren 1876/77 wurde ein Schulneubau hinzugefügt. Er wurde an der Einmündung der zur Kirche hinaufführenden Straße Kirchberg in die durchs Tal führende Dorfstraße (heutige Mörnerstraße) gebaut. An dieser Einmündung entstand geländebedingt eine dreieckige Freifläche, die dorfplatzartig gestaltet wurde. Diese Stelle wählte man, um im Jahr 1883 anstelle der vormals hier wachsenden Kirchenlinde eine Trauben-Eiche (Quercus petraea) als sogenannte Luthereiche zu pflanzen. Wenige Zeit später, im Jahr 1910, wurde unter diesem Gedenkbaum ein Denkmal für die Gefallenen des Deutsch-Französischen Krieges errichtet. Luthereichen wurden zum Gedenken an die Person Martin Luther bzw. das Wirken des Reformators gepflanzt. Bekanntestes Beispiel ist die Luthereiche in der Lutherstadt Wittenberg. Einer Sage nach wurde sie einen Tag nach dem 10. Dezember 1520 an der Stelle gepflanzt, an dem Luther vor Wittenberger Studenten die päpstlichen „Canonischen Rechte“ und die Bannandrohungsbulle „Exsurge Domine“ des Papstes Leo X. verbrannte. Im Jahr 1883 wurden anlässlich des 400. Geburtstags von Martin Luther in vielen, in der Regel mehrheitlich evangelisch-lutherischen Orten Luthereichen gepflanzt. Wie in Neukirchen stehen diese Bäume zumeist auf Plätzen vor Kirchen oder sonstigen zentral gelegenen Standorten. Die Luthereiche in Neukirchen erinnert an Luther selbst, an ein 1883 weit verbreitetes und kirchlich/religiös bedeutsames Gedenken sowie an ein für den Ort Neukirchen wichtiges Ereignis. Sie ist somit personen-, kultur- und ortsgeschichtlich bedeutend. | 09307349 |
| Direkt Bild zu diesem Denkmal hochladen | Denkmal für die Gefallenen des Deutsch-Französischen Krieges | Kirchberg (Karte)                              | Bezeichnet mit 1910 | Ortshistorische Bedeutung. Über mehrfach gestaffeltem Sockel 0,90 m hoher Granitblock mit Inschrift, auf Veranlassung des Königl.-Sächs. Militärvereins am 2. September 1910 eingeweiht. | 09205166 |
|                                         | Schule und Böschungsmauer | Kirchberg 1 (Karte)                            | 1876/1877 | Zeittypischer Putzbau über Natursteinsockel mit einfacher Gliederung sowie Böschungsmauer entlang der Dorfstraße, sozial-, bau- und ortsgeschichtlich von Bedeutung, zudem ortsbildprägend. 1876/77–1992 in Betrieb, großer zweigeschossiger Massivbau, Erdgeschoss hohe Stichbogenfenster, Obergeschoss mit geraden Überdachungen, Sandsteingewände, Eckquaderung. Die Schule befindet sich im ehemaligen Dorfkern auf einer Anhöhe, die durch eine Bruchsteinmauer gestützt wird. Nach Erlass des Königlich Sächsischen Volksschulgesetzes vom 26. April 1873 wurde die alte Kirchschule zu klein und ein Neubau unumgänglich, der am 26. Juli 1877 eingeweiht wurde. Das neue Schulgebäude im zeittypischen Stil des Historismus bestand aus einem Hauptgebäude mit zwei Unterrichtsräumen und zwei Lehrerwohnungen sowie einem Anbau u.a. für Aborte und Schuppen. Die historistische Fassadengestaltung folgt der für öffentliche Gebäude beliebten Formensprache der Neorenaissance. Als charakteristisches Beispiel dokumentiert die Alte Schule den sich durchsetzenden Bautyp des Schulhauses und die wachsende Typisierung für öffentliche Gebäudegattungen und hat somit eine baugeschichtliche Bedeutung. Weiterhin ermöglicht sie Einblicke in das damalige dörfliche Leben in Neukirchen und das Schulleben insbesondere, worauf ihre orts- und sozialgeschichtliche Bedeutung begründet ist. Durch die Lage im ehemaligen Dorfkern am Fuße des Kirchbergs ist zudem auch der ortsbildprägende Wert von Belang. | 09201452 |
| Direkt Bild zu diesem Denkmal hochladen | Pfarrhaus (Nr. 6) und ehemaliges Seitengebäude (Nr. 2, 4) des Pfarrhofes sowie Einfriedungsmauer | Kirchberg 2, 4, 6 (Karte)                      | 1682 (Pfarrhaus); 1852 (Seitengebäude) | Pfarrhaus stattlicher Bau in Fachwerkbauweise, bau- und ortsgeschichtlich bedeutendes Ensemble. - Wohnhaus (Nummer 6): Erdgeschoss massiv, Obergeschoss zum Teil Fachwerk - Seitengebäude (Nummer 2,4): Erdgeschoss und Giebel massiv, Obergeschoss Fachwerk, langgestreckt Ensemble ursprünglich aus Pfarrhaus, Pächterhaus (Nebengebäude), Scheune mit Pferdestall (großer Fachwerk-Ständerbau, 1979 abgerissen) und Wagenremise. | 09201448 |
| Direkt Bild zu diesem Denkmal hochladen | Ehemalige Kirchschule (ohne Anbauten) | Kirchberg 3 (Karte)                            | 18. Jahrhundert | Heute Wohnhaus, regional- und ortshistorische Bedeutung. Erdgeschoss massiv, Obergeschoss Fachwerk, zum Teil verputzt, im Erdgeschoss ehemals großer Unterrichtsraum, im Obergeschoss Lehrerwohnung. | 09201449 |
| Weitere Bilder                          | Dorfkirche und Kirchhof Neukirchen (Sachgesamtheit) | Kirchberg 5 (Karte)                            | 1945 (Grabmal) | Sachgesamtheit Dorfkirche und Kirchhof Neukirchen mit folgenden Einzeldenkmalen: Kirche, Leichenhalle, zwei Grabmale, Gedenkstein für die Opfer des Faschismus und Denkmal für die Gefallenen des Ersten Weltkrieges (09201450) sowie Grabkreuz für einen unbekannten Soldaten (Sachgesamtheitsteil); bau- und ortsgeschichtlich von Bedeutung. Soldatengrab für unbekannten Soldaten (Holzkreuz mit Helm) 1945. | 09299797 |
| Weitere Bilder                          | Kirche mit Ausstattung, Leichenhalle, Einfriedung, zwei Grabmale, Gedenkstein für die Opfer des Faschismus und Denkmal für die Gefallenen des Ersten Weltkrieges (Einzeldenkmale der Sachgesamtheit 09299797) | Kirchberg 5 (Karte)                            | Romanisch (Chorturm); 1693/95 (Saalkirche/Chor); 1694 (Orgelprospekt); Ende 17. Jahrhundert (Taufe); bezeichnet mit 1741 (Kanzel) | Einzeldenkmale der Sachgesamtheit Dorfkirche und Kirchhof Neukirchen; barocke Saalkirche mit mittelalterlichen Bauteilen, baugeschichtlich, künstlerisch und ortsgeschichtlich von Bedeutung | 09201450 |
|                                         | Sachgesamtheit Königlich-Sächsische Triangulierung („Europäische Gradmessung im Königreich Sachsen“); Station 75, Neukirchen                                                                                  | Landwirtschaftsstraße (Karte)                  | Bezeichnet mit 1869 | Triangulationssäule; Station 2. Ordnung, bedeutendes Zeugnis der Geodäsie des 19. Jahrhunderts, vermessungsgeschichtlich von Bedeutung. Vermessungssäule aus Niederbobritzscher Granit, Schaft mit zeltdachförmiger Abdeckplatte, quadratischer Grundriss mit Inschrift „Station / NEUKIRCHEN / Kön: Sächs: / Triangulirung / 1869.“, Höhe 1,90 m, Kantenlänge oben 44 cm, abgesetzter Sockel. Das Erscheinungsbild der Station ist typisch für die Punkte des Netzes 2. Classe in der Gegend zwischen Chemnitz und Freiberg. Sie wurden „in Serie“ hergestellt und alle um 1869/70 erbaut. Die höchste Stelle der Flur Neukirchen, südöstlich des Dorfes, etwa in der Mitte der Gradmessungsseite zwischen 36-Freiberg und 12-Baeyerhöhe bot sich als Standort an. Neben den beiden genannten Punkten bestanden Sichtverbindungen zu vier Nachbarstationen des Netzes 2. Classe. Die sehr gut und vollständig erhaltenen Granitsteine in Neukirchen wurden 2011 von Herrn Karl-Heinz Grebner aus Chemnitz restauriert. Die Säule der Station Neukirchen sehr ist gut und vollständig mit Abdeckplatte erhalten und steht senkrecht. Die Säule entspricht der konischen Form, wie sie in der Umgebung allgemein üblich war und in Bobritzsch hergestellt worden ist. Die Verwitterung färbte die Säule auf den Nord-, Ost- und Südflächen dunkel, im Westen ist sie heller und ursprünglicher in der Färbung. Die Inschrift „Station / NEUKIRCHEN / Kön: Sächs: / Triangulirung / 1869.“ befindet sich auf der Nordfläche und ist mit Ausnahme des Wortes „der“ recht gut erhalten. An der Säule befindet sich kein Höhenbolzen, die Sicht ist im Südwesten durch einen Windgenerator und im Osten durch einen Wasserhochbehälter eingeschränkt. | 09205400 |
| Direkt Bild zu diesem Denkmal hochladen | Wegestein | Mörnerstraße (Karte)                           | 19. Jahrhundert | An der Abzweigung nach Steinbach aufgestellt, mit den Verweisen nach Dittmannsdorf und Steinbach, verkehrshistorische Bedeutung. Quadratische Sandsteinsäule, ca. 1 m hoch, mit Inschriften. | 09205226 |
| Direkt Bild zu diesem Denkmal hochladen | Wohnstallhaus, zwei Seitengebäude und Scheune eines Vierseithofes | Mörnerstraße 13 (Karte)                        | Bezeichnet mit 1846 | Weitgehend original erhaltene Hofanlage, Teil der alten Ortsstruktur, bau- und heimatgeschichtlich von Bedeutung. - Wohnstallhaus: Erdgeschoss und Giebel massiv, Steingewände, Obergeschoss Fachwerk, schön profilierte Türrahmung, bezeichnet mit 1846 mit originaler Tür, im Innern aufwendig gefliester Hausflur (um 1900/20) - Stallscheune: langgestreckt, Erdgeschoss massiv, Obergeschoss Fachwerk - Nebengebäude: leicht verändert, Erdgeschoss massiv, Obergeschoss Fachwerk verputzt, vermauerte Torbögen - Scheune: Erdgeschoss massiv, Obergeschoss einfaches Fachwerk | 09201442 |
| Direkt Bild zu diesem Denkmal hochladen | Wohnstallhaus eines Bauernhofes | Mörnerstraße 19 (Karte)                        | Um 1700 | Sehr altes, leicht verändertes Fachwerkhaus von bau- und hausgeschichtlicher Bedeutung. Erdgeschoss massiv, zum Teil Steingewände, Obergeschoss Fachwerk, mehrfach überbaut, aber Bestandteile aus dem 17. Jahrhundert erhalten, aufgeblattete Fuß- und Kopfstreben. | 09201443 |
| Direkt Bild zu diesem Denkmal hochladen | Ehemaliges Wohnstallhaus eines Zweiseithofes | Mörnerstraße 31 (Karte)                        | 1. Hälfte 19. Jahrhundert | Überaus stattlicher Massivbau, weitgehend original erhalten, baugeschichtlich von Bedeutung. Breitgelagerter zweigeschossiger Baukörper, Winterfenster. | 09201435 |
| Direkt Bild zu diesem Denkmal hochladen | Wohnstallhaus und Scheune eines Zweiseithofes | Mörnerstraße 32 (Karte)                        | Nach 1800 (Wohnstallhaus); um 1900 (Scheune) | Ehemaliges Bürgermeisteramt, baugeschichtlich und ortsbildprägend von Bedeutung. - Wohnstallhaus: Erdgeschoss massiv, Obergeschoss nur zum Hof mit Fachwerk - Scheune: Erdgeschoss massiv mit Flachbogentüren und -fenster, Obergeschoss verbrettert | 09201444 |
| Direkt Bild zu diesem Denkmal hochladen | Spritzenhaus | Mörnerstraße 36 (neben) (Karte)                | Um 1830 | Kleiner Putzbau, ortshistorische Bedeutung. Eingeschossiger Bau, Giebel mit Fachwerk, Krüppelwalmdach. | 09201445 |
| Direkt Bild zu diesem Denkmal hochladen | Wohnstallhaus, Seitengebäude (Pferdestall), Scheune und Stallscheune eines Vierseithofes | Mörnerstraße 38, 40 (Karte)                    | Um 1710 (Wohnstallhaus); um 1800 (Pferdestall); 1. Hälfte 19. Jahrhundert (Seitengebäude) | Gut erhaltenes Ensemble in steiler Hanglage, baugeschichtlich von Bedeutung und von hohem regionalhistorischen Wert. - Wohnstallhaus: Erdgeschoss massiv, Obergeschoss Fachwerk, zum Hof mit Kopf- und Fußstreben sowie Rautenornament, Krüppelwalmdach - Pferdestall: durch Geländeabfall hofseitig zweigeschossig, rückseitig eingeschossig, Erdgeschoss massiv, Obergeschoss Fachwerk, zum Hof verbrettert - Scheune: Erdgeschoss massiv, Obergeschoss Fachwerk, zum Teil verbrettert - Stallscheune: ebenfalls hofseitig zwei Geschosse, zur Rückseite drei, Keller und Erdgeschoss massiv, Obergeschoss Fachwerk | 09201446 |
| Direkt Bild zu diesem Denkmal hochladen | Wohnhaus mit Anbau | Mörnerstraße 44 (Karte)                        | Bezeichnet mit 1856 | Regionaltypischer Fachwerkbau, baugeschichtlich und ortsbildprägend von Bedeutung. Erdgeschoss und Giebel massiv, Obergeschoss Fachwerk, im rückwärtigen Anbau ehemals Schlosserei. | 09201457 |
| Direkt Bild zu diesem Denkmal hochladen | Wohnstallhaus eines Bauernhofes | Mörnerstraße 53 (Karte)                        | 1857 | Landschaftstypischer Fachwerkbau abseits der Hauptstraße, bau- und heimatgeschichtlich von Bedeutung. Erdgeschoss massiv, Obergeschoss Fachwerk, verputzt und verkleidet, über der Tür Inschrift „Durch Gottes feurigen Boten eingeäschert am 6. Juli 1857. Mit Gottes gnädiger Hülfe wieder neu erbaut in demselben Jahre.“ | 09201447 |
| Direkt Bild zu diesem Denkmal hochladen | Wohnhaus (ohne seitliche Anbauten) | Mörnerstraße 59 (Karte)                        | 1843 | Landschaftstypischer Fachwerkbau mit Laden, Teil der alten Ortsstruktur, baugeschichtlich von Bedeutung. Erdgeschoss und Giebel massiv, Obergeschoss Fachwerk verkleidet. | 09201451 |
| Direkt Bild zu diesem Denkmal hochladen | Wohnstallhaus, Scheune und Seitengebäude eines Dreiseithofes | Mörnerstraße 92 (Karte)                        | Um 1700 (Scheune); bezeichnet mit 1706 (Wohnstallhaus) | Wohnstallhaus zeit- und landschaftstypischer Bau mit wertvollem Fachwerk, bau- und hausgeschichtlich von Bedeutung, ortsbildprägende Wirkung. - Wohnstallhaus: stattlicher zweigeschossiger Fachwerk-Bau mit Kopfstreben und Thüringer Leiter, Erdgeschoss Fachwerk, Schwelle profiliert und vorkragend, bezeichnet mit „T.N. 1706 ME“ - Scheune: eingeschossiger Fachwerk-Bau, Giebel verbrettert - Stall: zweigeschossiger Fachwerk-Bau, Obergeschoss verbrettert | 09201464 |
| Direkt Bild zu diesem Denkmal hochladen | Wohnhaushälfte eines Doppelwohnhauses | Mörnerstraße 97 (Karte)                        | Bezeichnet mit 1842 | Siehe auch Mörnerstraße 99, zeittypischer Putzbau, baugeschichtlich von Bedeutung. Langgestreckter Bau, Erdgeschoss massiv, gesamtes Obergeschoss Fachwerk, verkleidet, Schlussstein bezeichnet mit „I.C.I.1842“. | 09201461 |
| Direkt Bild zu diesem Denkmal hochladen | Wohnhaushälfte eines Doppelwohnhauses und Handschwengelpumpe | Mörnerstraße 99 (Karte)                        | Bezeichnet mit 1842 | Siehe auch Mörnerstraße 97, zeittypischer Putzbau, baugeschichtlich von Bedeutung. Lang gestreckter Bau, Erdgeschoss massiv, gesamtes Obergeschoss Fachwerk, verkleidet, Handschwengelpumpe aus Holz. | 09201462 |
| Direkt Bild zu diesem Denkmal hochladen | Ehemaliges Wohnstallhaus, Scheune und Durchfahrtsscheune eines Vierseithofes | Mörnerstraße 117 (Karte)                       | 1. Hälfte 18. Jahrhundert (Wohnstallhaus); vor 1800 (Scheune); um 1900 (Scheune) | Regionaltypische Hofanlage mit baugeschichtlicher und ortsbildprägender Bedeutung. - Ehemaliges Wohnstallhaus: Erdgeschoss massiv, durch drei Garageneinbauten entstellend verändert, Obergeschoss einriegeliges Fachwerk - Scheune: Erdgeschoss massiv, Obergeschoss preußisches Fachwerk - Durchfahrtsscheune: Erdgeschoss massiv, Obergeschoss Fachwerk mit Doppelschwelle und Eckstreben | 09201466 |
| Direkt Bild zu diesem Denkmal hochladen | Seitengebäude, Scheune und Stallscheune eines Vierseithofes | Mörnerstraße 125 (Karte)                       | Um 1700 (Seitengebäude); Mitte 19. Jahrhundert (Seitengebäude); 1912 (Scheune) | Zeit- und landschaftstypische Anlage in gutem Originalzustand mit zum Teil interessantem Fachwerk, bau- und heimatgeschichtlich von Bedeutung. - Nebengebäude: Erdgeschoss massiv, Obergeschoss Fachwerk, zum Teil verkleidet - Scheune: zweigeschossiger Fachwerk-Bau - Stallscheune: Erdgeschoss Bruchstein, Obergeschoss Fachwerk, ein Giebel verkleidet, Sandsteingewände | 09201467 |
| Direkt Bild zu diesem Denkmal hochladen | Wohnstallhaus eines ehemaligen Vierseithofes | Reichelweg 6 (Karte)                           | Bezeichnet mit 1718 | Landschaftstypischer Fachwerkbau in gutem Originalzustand, baugeschichtlich von Bedeutung. Erdgeschoss massiv, Obergeschoss Fachwerk verkleidet, Sandsteingewände, am Giebel Türschlussstein bezeichnet mit „I. B. E. 1775“, an der Schwelle ehemals mit „L…/…H.P.H. RH 1718“. | 09201463 |
| Direkt Bild zu diesem Denkmal hochladen | Steinbogenbrücke | Reichelweg 6 (bei) (Karte)                     | 1. Hälfte 19. Jahrhundert | Einbogige Natursteinbrücke, verkehrshistorische und ortsbildprägende Bedeutung. Bruchstein mit Sandsteinbogen. | 09201431 |
| Direkt Bild zu diesem Denkmal hochladen | Wohnstallhaus (Nr. 3), Seitengebäude (Nr. 5), nördliches Seitengebäude (Pferdestall) und Torbogen eines Vierseithofes                                                                                         | Steinbacher Straße 3, 5 (Karte)                | Bezeichnet mit 1827 | Ortsbildprägendes Fachwerk-Ensemble in gutem Originalzustand, bau- und heimatgeschichtlich von Bedeutung. - Wohnstallhaus: Erdgeschoss massiv, Obergeschoss Fachwerk, Krüppelwalmdach, Schlussstein bezeichnet mit „CG Schmidt 1827“ - Nebengebäude: Erdgeschoss massiv, Obergeschoss Fachwerk, schöne originale Tür zur Straße - Pferdestall: Erdgeschoss massiv, Obergeschoss Fachwerk, Denkmalwert nur wegen Ensembles - weiter Torbogen mit Schlussstein, bezeichnet mit 1828 | 09201476 |
| Direkt Bild zu diesem Denkmal hochladen | Wohnstallhaus und Seitengebäude (mit Kumthalle) eines Dreiseithofes | Steinbacher Straße 6 (Karte)                   | 1. Hälfte 19. Jahrhundert | Zeit- und landschaftstypische Fachwerkbauten, bau- und ortsgeschichtlich von Bedeutung. - Wohnstallhaus: langgestreckt, Erdgeschoss massiv, Obergeschoss Fachwerk, Rückseite verkleidet - Seitengebäude: ebenfalls sehr langgestreckt, Erdgeschoss massiv, Steingewände, Kumthalle, Obergeschoss Fachwerk, Rückseite verbrettert | 09201474 |
| Direkt Bild zu diesem Denkmal hochladen | Wohnstallhaus und Scheune eines Dreiseithofes | Tanneberger Straße 1 (Karte)                   | Bezeichnet mit 1806 (Wohnstallhaus); um 1900 (Scheune) | Wohnstallhaus zeit- und landschaftstypischer Fachwerkbau von baugeschichtlicher und ortsbildprägender Bedeutung. - Wohnstallhaus: Erdgeschoss massiv, Steingewände, Schlussstein bezeichnet mit „JGL 1806“, Obergeschoss Fachwerk, Eckquaderung, ein Giebel massiv, einer verbrettert, Krüppelwalmdach - Scheune: schlichter Fachwerkbau, Rückseite verbrettert - Scheune: geringer Denkmalwert | 09205140 |
| Direkt Bild zu diesem Denkmal hochladen | Wohnstallhaus und Seitengebäude eines Zweiseithofes | Tännichtweg 1 (Karte)                          | Ende 19. Jahrhundert | Teil der außerhalb des eigentlichen Ortes gelegenen Siedlung, bau- und heimatgeschichtlich von Bedeutung. - Wohnstallhaus: kleiner Bau, Erdgeschoss massiv (durch Fenstereinbau verändert), Obergeschoss Fachwerk, Giebel verkleidet - Nebengebäude: Fachwerk-Konstruktion, Giebel zum Teil verbrettert | 09201434 |
| Weitere Bilder                          | Mühlengebäude (Wohnstallhaus) eines ehemaligen Mühlenanwesens | Tännichtweg 4 (Karte)                          | 1845 | Zeittypischer Fachwerkbau mit bau- und ortsgeschichtlicher Bedeutung. Langgestreckt, Erdgeschoss massiv, Steingewände, Obergeschoss Fachwerk, zum Teil verbrettert, Mühle soll bis 1867 in Betrieb gewesen sein, an Giebelseite noch Mühlradschacht erhalten, außerdem Untergraben und Zisterne. | 09201477 |

## Steinbach
| Bild                                    | Bezeichnung                                                                  | Lage                           | Datierung                                                  | Beschreibung | ID       |
| --------------------------------------- | ---------------------------------------------------------------------------- | ------------------------------ | ---------------------------------------------------------- | --- | -------- |
| Direkt Bild zu diesem Denkmal hochladen | Kalkofen                                                                     | (Flurstück 255) (Karte)        | Bezeichnet mit 1798                                        | Umfangreiche Reste eines alten Brennofens zur Gewinnung von Branntkalk, technikgeschichtliche Bedeutung. Bruchsteinbau, Schlussstein bezeichnet mit „NL 1798“. | 09205744 |
| Direkt Bild zu diesem Denkmal hochladen | Verwalterhaus des ehemaligen Rittergutes                                     | Am Stein 3 (Karte)             | Bezeichnet mit 1792                                        | Charakteristischer Putzbau mit Krüppelwalmdach, bau- und ortsgeschichtlich von Bedeutung. Zweigeschossiger Massivbau mit Steingewänden, Schlussstein bezeichnet mit „FM (?) 1792“, Krüppelwalmdach. Das Rittergut ist nicht erhalten. | 09205931 |
| Direkt Bild zu diesem Denkmal hochladen | Wohnstallhaus und Seitengebäude eines ehemaligen Bauernhofes                 | Helbigsdorfer Straße 1 (Karte) | 1717 (Wohnstallhaus); um 1800 (Seitengebäude)              | Wohnstallhaus Fachwerk mit Halber-Mann- und Wilder-Mann-Figur, bau- und hausgeschichtlich von Bedeutung. - Wohnstallhaus: langgestreckter Bau, Erdgeschoss massiv, Obergeschoss Fachwerk mit Halber-Mann- und Wilder-Mann-Figur, Schwelle bezeichnet mit „Das Haus steht in Jesus Hand, Gott behied es fuir Waser, Wind und Brand, H. D. B. H. 1717 B. M. X. M. ich lebe und weis nichd wie lange, ich muss sterben und weis nichd wen.“ - Stall: kleines zweigeschossiges Wirtschaftsgebäude, Erdgeschoss Bruchsteinmauerwerk, Obergeschoss ursprünglich Fachwerk (teilweise erhalten), teilweise heute Ziegelmauerwerk, Natursteingewände, Flachbogentür mit Schlussstein, Satteldach, im Inneren Kreuzgratgewölbe | 09201475 |
| Direkt Bild zu diesem Denkmal hochladen | Wohnstallhaus eines ehemaligen Vierseithofes                                 | Helbigsdorfer Straße 2 (Karte) | Um 1720                                                    | Gebäude mit sehr alter Fachwerkkonstruktion, bau- und hausgeschichtlich von Bedeutung. Erdgeschoss massiv mit Steingewänden, Obergeschossebäude mit sehr alter G Fachwerk mit Halber-Mann-Figur und Thüringer Leiter, Rückseite und Giebel verbrettert, Schlussstein bezeichnet mit „JG-L 1797 No. 20“. | 09205805 |
| Direkt Bild zu diesem Denkmal hochladen | Gasthof und ehemalige Schmiede                                               | Mohorner Straße 2 (Karte)      | Um 1850                                                    | Stattlicher Fachwerkbau, baugeschichtlich, ortsgeschichtlich und ortsbildprägend von Bedeutung. - Gasthof: hakenförmiger Bau, Erdgeschoss massiv, Obergeschoss Fachwerk, originales Türblatt - ehemalige Schmiede: einfacher kleiner Bau mit breitem Flachbogentor | 09205787 |
| Direkt Bild zu diesem Denkmal hochladen | Häuslerhaus                                                                  | Mohorner Straße 6 (Karte)      | Um 1700                                                    | Gebäude mit sehr alter Fachwerkkonstruktion, bau- und hausgeschichtlich von Bedeutung. Erdgeschoss massiv, Obergeschoss einriegeliges Fachwerk mit Kreuzstreben, Giebel verkleidet, zur Rückseite Frackdach bis zum Erdgeschoss heruntergezogen. | 09205814 |
| Direkt Bild zu diesem Denkmal hochladen | Wohnstallhaus (Nr. 15), Auszugshaus (Nr. 13) und Scheune eines Dreiseithofes | Mohorner Straße 13, 15 (Karte) | Um 1720 (Wohnstallhaus und Scheune); um 1800 (Auszugshaus) | Zeit- und landschaftstypisches Anwesen am Ortsrand, Wohnstallhaus mit alter Fachwerkkonstruktion, bau- und hausgeschichtlich von Bedeutung. - Wohnstallhaus: Erdgeschoss massiv, Obergeschoss Fachwerk mit Halber-Mann-Figur, Giebel verbrettert, rückseitig breiter Anbau - Auszugshaus: kleiner Bau, Erdgeschoss massiv, Obergeschoss Fachwerk, Giebel verbrettert, ein Giebel massiv - Scheune: kleiner Bau, Sockel massiv, Holzkonstruktion | 09205834 |
| Weitere Bilder                          | Wohnstallhaus, Scheune und Mühlengebäude der sogenannten Kriegers Mühle      | Mühlenweg 3 (Karte)            | 1726 (Mühle und Scheune); 1751 (Bauernhaus)                | Weitgehend original erhaltenes Mühlenensemble mit seltener Fachwerkkonstruktion, bau-, haus- und ortsgeschichtlich von Bedeutung. - Wohnstallhaus: Erdgeschoss Bruchstein, Obergeschoss Fachwerk, Rückseite und Giebel verbrettert, ein Giebel massiv, 1751 Wiederaufbau, bezeichnet mit „18 F.W.K. 80“ - Seitengebäude: hohes Bruchstein-Kellergeschoss mit eingeschossigem Fachwerkbau - Mühle: schmales Gebäude, Erdgeschoss Bruchstein, Obergeschoss Fachwerk, zum Teil verbrettert, im Innern Kreuzgratgewölbe | 09205777 |

## Ehemalige Denkmäler

### Ehemaliges Denkmal (Reinsberg)
| Bild                                    | Bezeichnung                                  | Lage                | Datierung                 | Beschreibung | ID       |
| --------------------------------------- | -------------------------------------------- | ------------------- | ------------------------- | --- | -------- |
| Direkt Bild zu diesem Denkmal hochladen | Ehemaliges Wohnstallhaus eines Vierseithofes | Seitenweg 1 (Karte) | 1. Hälfte 19. Jahrhundert | Ortsbildprägender, stattlicher Bau mit halbseitigem Fachwerkobergeschoss, baugeschichtlich von Bedeutung. Lang gestreckt, Erdgeschoss massiv, Obergeschoss Fachwerk, der vordere Teil auch massiv. Zwischen 2017 und 2024 aus der Denkmalliste gestrichen. | 09201307 |

### Ehemaliges Denkmal (Neukirchen)
| Bild                                    | Bezeichnung                                  | Lage               | Datierung               | Beschreibung | ID       |
| --------------------------------------- | -------------------------------------------- | ------------------ | ----------------------- | --- | -------- |
| Direkt Bild zu diesem Denkmal hochladen | Wohnstallhaus eines ehemaligen Zweiseithofes | Anbauweg 3 (Karte) | 1798 (später verändert) | Landschaftstypischer Fachwerkbau, Teil der alten Ortsstruktur, bau- und heimatgeschichtlich von Bedeutung. Erdgeschoss massiv, Obergeschoss Fachwerk, ein Giebel massiv, ein Giebel verbrettert. Zwischen 2017 und 2024 aus der Denkmalliste gestrichen. | 09201437 |

## Tabellenlegende
- Bild: Bild des Kulturdenkmals, ggf. zusätzlich mit einem Link zu weiteren Fotos des Kulturdenkmals im Medienarchiv Wikimedia Commons. Wenn man auf das Kamerasymbol klickt, können Fotos zu Kulturdenkmalen aus dieser Liste hochgeladen werden:
- Bezeichnung: Denkmalgeschützte Objekte und ggf. Bauwerksname des Kulturdenkmals
- Lage: Straßenname und Hausnummer oder Flurstücknummer des Kulturdenkmals. Die Grundsortierung der Liste erfolgt nach dieser Adresse. Der Link (Karte) führt zu verschiedenen Kartendiensten mit der Position des Kulturdenkmals. Fehlt dieser Link, wurden die Koordinaten noch nicht eingetragen. Sind diese bekannt, können sie über ein Tool mit einer Kartenansicht einfach nachgetragen werden. In dieser Kartenansicht sind Kulturdenkmale ohne Koordinaten mit einem roten bzw. orangen Marker dargestellt und können durch Verschieben auf die richtige Position in der Karte mit Koordinaten versehen werden. Kulturdenkmale ohne Bild sind an einem blauen bzw. roten Marker erkennbar.
- Datierung: Baubeginn, Fertigstellung, Datum der Erstnennung oder grobe zeitliche Einordnung entsprechend des Eintrags in der sächsischen Denkmaldatenbank
- Beschreibung: Kurzcharakteristik des Kulturdenkmals entsprechend des Eintrags in der sächsischen Denkmaldatenbank, ggf. ergänzt durch die dort nur selten veröffentlichten Erfassungstexte oder zusätzliche Informationen
- ID: Vom Landesamt für Denkmalpflege Sachsen vergebene, das Kulturdenkmal eindeutig identifizierende Objekt-Nummer. Der Link führt zum PDF-Denkmaldokument des Landesamtes für Denkmalpflege Sachsen. Bei ehemaligen Kulturdenkmalen können die Objektnummern unbekannt sein und deshalb fehlen bzw. die Links von aus der Datenbank entfernten Objektnummern ins Leere führen. Ein ggf. vorhandenes Icon  führt zu den Angaben des Kulturdenkmals bei Wikidata.

## Ausführliche Denkmaltexte
1. ↑  Schloss Reinsberg:

  - Geschichte und Beschreibung des Schlosses: Auf einer Anhöhe oberhalb der Bobritzsch gelegene burgähnliche Anlage, der Westteil an steilen Abhängen errichtet, Süd-, Ost- und Nordteil durch tiefe und breite Gräben mit Stützmauern von der anstoßenden Hochebene getrennt. Zwei zweibogige Rundbogenbrücken verbinden das Schloss mit seinem Umfeld. Bewegt gestalteter Grund- und Aufriss der vierflügeligen Anlage mit Innenhof weisen auf die unterschiedlichen Entstehungszeiten hin: 1377 kam der zur Burg ausgebaute Rittersitz teilweise, 1411 ganz an die von Schönberg. Unter Einbeziehung von mittelalterlicher Bausubstanz und Teilen von nach 1500 und um 1540, nach Brand 1632 umfassende Erneuerung 1648. Weitere Veränderungen im 17. und 18. Jahrhundert, der Südflügel erst 1824 errichtet. Restaurierungen 1922 und 1962/1963, tief greifende Veränderungen im Innern 1988/1989. Verputzter Bruch- und Hausteinbau, die Mauern zum Teil durch Stützpfeiler verstärkt, Zugang über eine östliche und nördliche Steinbrücke, beide 18. Jahrhundert. Noch 1572 wird in Reinsberg ein Rittergut genannt, danach folgt die Teilung in zwei Rittergüter. Zu Oberreinsberg gehört die Schäferei, Brennerei, Dampfbrennerei und Ziegelscheune, zu Niederreinsberg die Schäferei und das Vorwerk Drehfeld.
  - Schloss: Der Ostteil durch den mächtigen dreigeschossigen und im Kern wohl aus dem 14. Jahrhundert stammenden Rundturm mit Portal in reifen Frührenaissanceformen (um 1540, Kopie von 1966) geprägt. Nördlich vom Turm erkerartige, im Achteck geschlossene Kapelle, Anfang 16. Jahrhundert. Der anschließende dreigeschossige Flügel von 1648 mit steilem Giebel, dieser durch fünf Schäfte gegliedert. An seiner Nordseite ursprünglich ein massiger rechteckiger Turm, 1827 bis auf den Unterbau abgetragen. Der rückwärtig sich aufbauende Nordflügel ebenfalls dreigeschossig und trotz tief greifender Umgestaltungen eine Einheit bildend, wohl ebenfalls von 1648. Im Westteil wohl noch Grundmauern des 14. Jahrhunderts, die Fassade durch vier Aborterker auf Sandsteinkonsolen belebt. Auf der Südseite, die sich gegen Westen in vier Geschossen erhebt, wohl ursprünglich ein weiteres Geschoss (unterhalb der Traufe drei Kragsteine). Der Südflügel von 1824 in schlichten Formen der Gesamtanlage angepasst. Das kräftige Rippengewölbe im Rundturm um 1540. In den Nischen schießschartenartige Fenster, korbbogiges Innentor um 1670. An der Hofseite des Ostflügels Wendelstein von 1670 mit Haube und beachtenswerter zweiflügeliger Holztür mit Schnitzereien im Knorpelstil. Das Gewände des rundbogigen Eingangs vom Nordflügel spätgotisch. Im Inneren des Ostbaus die polygonal geschlossene Kapelle mit tief gebusten Netzgewölbe auf kleinen Konsolen, Schlusssteine mit Christuskopf und Schönbergschem Wappen, der Vorraum mit Kreuzgratgewölbe. Im ersten Obergeschoss des Ostflügels frühbarocke Balkendecke (1670) mit Ranken und Früchten bemalt. Im Westteil mehrere Zimmer mit einfachen Stuckdecken vom Ende 17. Jahrhundert Unter dem Nordflügel und Westteil gewölbte Keller in zwei bis drei Ebenen.
  - Wirtschaftshof – Am Gutshof 7 (ehemals Gasse 32): eingeschossige Bruchsteinbauten mit Drempelgeschoss und hohen Dächern, zahlreiche Flachbogen- und Korbbogentüren und -tore, zum Teil mit Sandsteingewänden, durch unterschiedliche Entstehungszeiten etwas uneinheitlich. Die Gebäude des Wirtschaftshofes sind Sachgesamtheitsteile. Zum Wirtschaftshof gehören:
    - Inspektorenhaus: lang gestreckt, zweigeschossig
    - Gebäude A, ehemaliger Bullenstall: zuvor Alte Brauerei, ab 1927 Wirtschaftsgebäude, seit 1936 Pferdestall
    - Gebäude D, Scheune
    - Gebäude E, Brennereigebäude: 1870 erbaut
    - Gebäude F, Wirtschafts-, später Inspektorenwohnhaus: 1927 erbaut

  - Ehemalige Schmiede Am Gutshof 2: ehemals Kirchgasse 7A und 7B, Bauzeit 19. Jahrhundert, saniert 1998/99, eingeschossiger Massivbau mit tief heruntergezogenem Walmdach, Dachhecht, Sachgesamtheitsteil, der Denkmalwert ergibt sich aus Zugehörigkeit zum Rittergutskomplex
  - Ehemalige Schäferei Badstraße 6 und 8: ehemals Gasse 25, im 18. Jahrhundert erbaut, vorderer Gebäudeteil bis 1998 entstellend saniert, lang gestreckter, breit gelagerter Bau, eingeschossig mit ausgebautem Dachgeschoss, Schleppgauben, hinterer Teil (ehem. Scheune) Erdgeschoss Bruchstein mit Sandsteingewänden, Giebel Fachwerk, mächtiges Dach, Sachgesamtheitsteil
  - Gutspark: landschaftliche Anlage südlich des Schlosses, große Teile davon in Hanglage, Wegesystem nur in Resten erkennbar, teilweise als Treppe ausgeprägter Weg vom Schloss in den Park noch vorhanden
  - wertvoller Altgehölzbestand aus u. a. Linden (Tilia spec.), Stiel-Eichen (Quercus robur), Berg-Ahorn (Acer pseudoplatanus) und Hainbuche (Carpinus betulus), im südöstlichen Bereich terrassierte Fläche (möglicher weise ehemals Tennisplatz, heute kleiner Spielplatz), kleine Höhle am Felsen unterhalb des Schlosses, fast kreisrunder Teich, der durch einen von Osten kommenden Bach gespeist wird, über den Park ist wenig bekannt

 * Alleen:
  -     - Allee aus Spitz-Ahornen (Acer platanoides) vom Schloss zur Mühle
    - Allee aus Winter-Linden (Tilia cordata) von der Schmiedestraße 9/11 entlang des Waldrandes nach Norden führend
    - Allee vom Schloss nach Wolfsgrün, im nordwestlichen Abschnitt wechselständige Allee aus Stiel-Eichen (Quercus robur), dann entlang des Waldrandes Wechsel zu einreihigem Bestand aus Rosskastanien (Aesculus hippocastanum), im östlichen Abschnitt gegenständige Allee aus Rosskastanien
    - Allee aus Rosskastanien (Aesculus hippocastanum) südlich des Mausoleums zur Vogelwiese
    - Allee aus Kopflinden (Tilia spec.) von der Mühle zum Schloss Bieberstein, findet sich bereits auf den Meilenblättern von 1786 (unter Sachgesamtheit Rittergut Bieberstein erfasst, siehe auch Objekt 09201387)
2. ↑  Röthschönberger Stolln:

Der Stolln diente der Entwässerung der Freiberger Gruben, 1838 veröffentlicht S. A. W. v. Herder ein Projekt eines „Tiefen Meißener Erbstollns“, hierzu wurden vier Varianten entwickelt, nach Herders Tod griff Regierungsrat K. G. A. v. Weißenbach das Stollnprojekt auf, die Variante 1 Herders wurde wesentlich beibehalten, der Stolln wurde jedoch ca. 90 m höher gelegt als ursprünglich vorgesehen, wodurch der Stolln bei Rothschönberg austrat. Der Bau des Rothschönberger Stollns begann 1844 mit dem Abteufen der Lichtlöcher, der Errichtung der Förder- und Wasserhaltungsanlagen an den Lichtlöchern sowie der Bergschmieden, Mannschaftsräume und Pulverhäuser sowie der Verwaltungsgebäude. Der letzte Durchschlag erfolgte am 21. März 1877 zwischen dem 8. Lichtloch und dem Schacht Oberes Neues Geschrei. Am 12. April 1877 floss erstmals Wasser des Freiberger Reviers auf dem Stolln ab. Betriebszeiten: 1877–1913 (bis zum Einstellen des Bergbaus), 1914 bis 1968 diente er dem Kavernenkraftwerk Dreibrüderschacht als AbzugsStolln des verbrauchten Kraftwassers, 1935 bis 1969 wiederum Abfuhr der Freiberger Grubenwasser, weiterhin ermöglicht der Stolln bis heute der TU Bergakademie Freiberg den Betrieb der Lehrgrube bis in etwa 230 m Tiefe, technische Angaben: 28,9 km Länge des Haupttraktes, Tiefe 94–152 m, acht Lichtlöcher.

Wagenbreth, Ottfried: „Der Rothschönberger Stolln wurde ab 1844 bis 1877 von Rothschönberg bis Halsbrücke etwa 14 km lang auf Staatskosten, im Bergrevier mit Verzweigungen zu allen wichtigen Gruben – insgesamt 51 km lang – auf Kosten der einzelnen Gruben vorgetrieben. Er liegt etwa 100 m tiefer als der bis dahin tiefste Freiberger Stolln und war damals für die weitere Existenz des Freiberger Bergbaus notwendig, indem er dem Grundwasser eine 100 m tiefer gelegene Abflussmöglichkeit bot und diese Tiefe gleichzeitig den Einbau weiterer Wasserkraftmaschinen ermöglichte, mit denen man das in noch größeren Tiefen zufließende Wasser heben wollte. Der Rothschönberger Stolln hat technikgeschichtlich als seinerzeit längster Tunnelbau der Welt überregionale Bedeutung.“ (Ottfried Wagenbreth: Substanz- und Strukturschutz, singuläres und Flächendenkmal. S. 74f.)

  - Mundlöcher: am Eingang und Ausgang der Porzellanfelsenrösche, der Aufschlagrösche und an der deren Ausgang am 5. Lichtloch, am Ein- und Ausgang der Buchenbornrösche, am Eingang zur Reinsberger Rösche sowie in der Nähe des 4. Lichtlochs, Tafel am Eingang zur Porzellanfelsenrösche mit Namen der Bauleiter der Grabentour, bezeichnet mit „Ausgeführt 18 L 44/C46 durch Ob. EF. E. v. W., Ostg. A. J., Mstg. G. B.“ (L: Luciae, C: Crucius, EF. E. v. W.: Obereinfahrer Ernst von Warnsdorff, Ostg. A. J.:Obersteiger August Jobst,Mstg. G. B.: Maschinensteiger G. Beier).
3. ↑  Eisenbahnbrücke über die Freiberger Mulde:

Obwohl sich die Stadt Wilsdruff bereits ab der Mitte des 19. Jahrhunderts um einen eigenen Eisenbahnanschluss bemühte, konnte die gewünschte Anbindung an Dresden über Freital-Potschappel erst zwischen 1885 und 1886 realisiert werden. Eine Verlängerung der Strecke von Wilsdruff über mehrere ländliche Gemeinden und die Stadt Siebenlehn nach Nossen erfolgte zwischen 1898 und 1899. Ausgeführt wurde die einspurige Strecke als schmalspurige Sekundärbahn mit einer Spurweite von 750 Millimetern, wobei auf den ersten 2,3 Streckenkilometern ab Potschappel lediglich das seit 1856 bestehende Regelspurgleis einer Kohlenbahn zum Niederhermsdorfer Albertschacht um eine dritte Schiene ergänzt werden musste.

Neben dem Personenverkehr wurde auf der Strecke der Gütertransport der anliegenden Industriebetriebe, vor allem aber der Transport landwirtschaftlicher Produkte abgewickelt. Mit Hilfe von Rollböcken ab 1896 bzw. den moderneren Rollwagen ab 1910 konnten schließlich auch normalspurige Güterwagen auf der Schmalspurstrecke eingesetzt werden, so dass das zeitaufwendige Umladen der Fracht entfiel. Bis zuletzt noch für den Berufsverkehr stark genutzt, wurde der Personenverkehr auf der Schmalspurbahn Freital-Potschappel–Nossen im Jahr 1972, der Güterverkehr Ende des Jahres 1973 eingestellt.

Ab 1974 erfolgte ein schrittweiser Rückbau der Schmalspurstrecke, so dass heute neben einigen im Gelände weiterhin erkennbaren Trassenabschnitten vor allem die erhaltenen Kunst- und Hochbauten von der durch die anliegenden Gemeinden hart erkämpften Anbindung an das sächsische bzw. deutsche Eisenbahnnetz zeugen.

So gehört auch die vorliegende Stahlfachwerkbrücke über die Freiberger Mulde zu den erhaltenen Kunstbauten der Schmalspurbahn Freital-Potschappel–Nossen. Dieser 1937 ausgeführte Ersatzneubau ersetzte eine im Zuge der ursprünglichen Streckenverlängerung nach Nossen im Jahr 1898 errichtete ältere Brückenkonstruktion des Dortmunder Unternehmens August Klönne (vgl. die erhaltenen Typenbauten der Fa. Klönne – Obj. 09201308, 09201479, 09201480, 09201481, 09201482). Der genietete Stahlfachwerkträger ist auf der westlichen Brückenseite auf einem unbeweglichen Brückenauflager aus Stahlguss gelagert, während die östliche Brückenseite als bewegliches Stahlrollenlager ausgeführt wurde.

An die Flügelmauern der Brücke schließt sich auf beiden Seiten der Freiberger Mulde der aufgeschüttete Bahndamm an.

Die Eisenbahnbrücke, obwohl funktionslos, markiert auch heute noch den einstigen Verlauf der Strecke im Gelände. Zudem dokumentiert sie eine ingenieurtechnische Lösung zur Überwindung von größeren natürlichen Hindernissen wie etwa der Freiberger Mulde. Es ist damit von verkehrs- und ortsgeschichtlicher Bedeutung und darüber hinaus auch prägend für das Ortsbild.
4. ↑  Ehemalige Mühle des Rittergutes der Familie von Schönberg:

Zweigeschossiges Mahlmühlengebäude mit massivem Erdgeschoss und verputztem Fachwerkobergeschoss. Der Schluss-Stein über der klassizistischen Haustür ist bezeichnet mit „AF/VG/1718“, der Bauzeit des heutigen Mahlmühlengebäudes. Die Putzfassade wird gegliedert durch annähernd regelmäßig angeordnete Rechteckfenster. Ein hohes Krüppelwalmdach mit Schleppgauben schließt das Gebäude ab.

Ursprünglich wurde die Mühle von sieben Rädern, später nur noch von einem oberschlächtigen Wasserrad angetrieben (im November 2010 nicht erhalten). 1955 wurde die ehemalige Eichenholzwelle durch eine eiserne Welle ersetzt. Im Inneren blieben das „stehende Zeug“, zwei Mahlgänge und der Sackaufzug erhalten. Hinter der Mühle stehen im rechten Winkel zum Mühlengebäude zwei Seitengebäude, teilweise Fachwerk verputzt mit Satteldächern. Parallel zum Mühlengebäude steht eine verbretterte Scheune mit Satteldach.

Diese Nebengebäude bilden mit dem Mühlengebäude einen engen Vierseithof. Seitlich der Mühle verläuft der gut erhaltene Mühlgraben, welcher aus der Bobritzsch in den Dorfbach geleitet wird. Nordöstlich steht die ehemalige Sägemühle, später als Schuppen genutzt, ein verbretterter Fachwerkbau mit Satteldach und Schauer. Zusätzlich wurde auch Wasser genutzt, dass vom Bergbau aus der Bobritzsch zum Antrieb der Kraftmaschinen im 4. Lichtloch des Rothschönberger Stollns entnommen und dann in den Reinsberger Dorfbach geleitet wurde. Dieser Mühlgraben blieb in Rudimenten erhalten, ebenso eine zugehörige hohe Stützmauer. Dieser Rest des Mühlgrabens, die zugehörigen Mauern sowie die Schützen, der Freifluter, eine damit im Zusammenhang stehende kleine Brücke, das Wehr in der Bobritzsch und die Uferbefestigung neben dem Mühlgraben sind für den Betrieb der Mühle notwendige Bestandteile – sie werden als Sachgesamtheitsteile eingestuft, während die zuvor beschriebenen Gebäude einschließlich des Mühlgrabens Einzeldenkmale sind.

Der Denkmalwert der Anlage ergibt sich aus der orts-, technik- und baugeschichtlichen Bedeutung. Ausschlaggebend ist die Funktionsfähigkeit der Betriebsanlage sowie ihre Authentizität.
5. ↑  Sachgesamtheit Rittergut Bieberstein:
  - Geschichte: Malerisch auf einem Bergsporn über der Bobritzsch gelegene Anlage von 1666 mit einbezogenem mittelalterlichen Bergfried und nördlich davon errichteter Eremitage von 1721. Restaurierungen 1978 und 1983. Die ehemalige Burg zuerst 1218 genannt, 1305 im Besitz derer von Maltitz. Seit 1349 ein zweites Schloss bezeugt. Von 1399 an im Besitz derer von Bieberstein. Seit 1630 im Besitz des Moritz von Schönberg, der das Niedere Schloss abbrechen ließ. Unter Gotthelf Friedrich von Schönberg 1666 wurde das Obere Schloss teilweise abgetragen und der Renaissancebau errichtet. Von 1710–1720 barocke Umgestaltung. 1721 Bau der Eremitage (sogenanntes Altes Schloss) auf den Grundmauern des Niederen Schlosses. 1788 gelangte das Schloss an die von Schroeter. Umbau und Renovierungen 1929/30.
  - Schlossterrasse: westlich dem Schloss vorgelagerte Terrasse mit einer Reihe aus drei von ehemals wohl acht geschnittenen Winter-Linden (Tilia cordata) und zweiläufige barocke Freitreppe zum Schloss
  - Allee: nach Reinsberg führende Allee aus Kopf-Linden (Tilia spec.), findet sich bereits auf den Meilenblättern von 1786 (siehe auch Sachgesamtheit Rittergut Oberreinsberg, 09201286)
  - Terrassengarten: nordwestlich des Pferdestalls gelegen, bereits auf den Meilenblättern von 1786 und 1876 als von einer Mauer umfriedeter Garten verzeichnet, terrassierter Garten mit drei durch Stützmauern aus Bruchsteinmauerwerk abgefangene Ebenen (von Nordwesten nach Südosten abfallen), unterste Ebene mit Wegekreuz und kleinem Wasserbecken im Kreuzungspunkt der Wegeachsen, dreiläufige Treppe zur zweiten Ebene mit zwei Steinbänken und Nische an der südwestlichen Mauer, zweiläufige Treppe mit Mauernische zur dritten Gartenebene mit Obstwiese, Zugang zur untersten Terrasse durch eine Pforte von Nordosten, Einfriedungs- und Stützmauern aus Sandstein (oberste Ebene nur noch an der Nordgrenze mit Einfriedungsmauer versehen), Blickbeziehungen nach Osten und Süden, Blick von der oberen Ebene zugewachsen
  - Gutspark: landschaftliche Anlage wohl vom Anfang des 19. Jahrhunderts (vgl. BHU-Liste), gliedert sich in zwei Teile: den intensiver gestalteten südlichen Bereich nahe dem Schloss und den eher als aufgeschmückte Landschaft zu betrachtenden nördlichen Bereich, der südliche Bereich ist noch in weiten Teilen von einer Bruchsteinmauer eingefriedet und durch Stützmauern terrassiert, Zugang südlich des Schlosses und vom Schloss über die Freitreppe und Schlossterrasse, am nach Norden führenden Hauptweg kleine Grotte nahe der nördlichen Parkmauer, im nördlichen Parkbereich Muttergedenkstein, wertvoller Altgehölzbestand u. a. aus Blut-Buche (Fagus sylvatica f. purpurea), Berg-Ahorn (Acer pseudoplatanus), Stiel-Eiche (Quercus robur) und Linden (Tilia spec. und cordata), im südlichen Parkbereich ehemaliger Standort der Orangerie
6. ↑  Einzeldenkmale der Sachgesamtheit Rittergut Bieberstein:
  - Schloss: Der nördlich gelegene, alle Gebäude überragende mittelalterliche Bergfried über unregelmäßigem Rechteck und kräftiger Substruktion an der Nord- und Westseite umbaut, im Süden versetzt dazu das Schloss, ebenfalls über verschobenem Rechteckgrundriss. Über hohem Sockelgeschoss das Schloss zweigeschossig aufgeführt. Auf dem großen Walmdach Dachhaus mit Segmentbogengiebel über der betonten barocken Mittelachse: Portal mit Wappen derer von Schroeter und geschweifte Fensterverdachung, ein gleiches Dachhaus auf der Ostseite. Im tiefergelegten Erdgeschoss des Bergfrieds Tonnengewölbe, die anderen Räume mit Kreuzgratgewölben, Wappen der Truchseß von Wellerswalde und der Carlowitz. In der großen Eingangshalle des Schlosses tiefgebuste Kreuzgratgewölbe, dahinter der Festsaal mit kräftigem Gewölbe, das mit einer reichen, eigenartigen Stuckdekoration von 1710/20 überzogen ist. Nördlich schlichtes barockes Treppenhaus, im Obergeschoss zum Teil einfache Stuckdecken.
  - Schlossterrasse: westlich dem Schloss vorgelagerte Terrasse mit einer Reihe aus drei von ehemals wohl acht geschnittenen Winter-Linden (Tilia cordata) und zweiläufige barocke Freitreppe zum Schloss
  - Eremitage (Am Rittergut 9): Zugang über eine Bogenbrücke mit neugotischer Brüstung und Fialen (vom Westturm des Meißner Doms von 1842/43), seltenes Beispiel der Romantik im frühen 18. Jahrhundert, über einer steil abfallenden Substruktion errichteter eingeschossiger Bruchsteinbau mit Walmdach, Tür- und Fenstergewände aus felsenartiger Rustika von grottenartigem Charakter, über der Eingangstür bezeichnet als „Eremitorium/coelestini. Verinie. Silvii./extr: A.M.D.C C X X I.“, im Innern drei Räume, im Hauptraum Kamingestaltung wie Tür- und Fenstergewände
  - Wohnhaus Nummer 1: Massivbau durch Lage zur Straße eingeschossig, zur Hofseite zweigeschossig, mit Steingewänden und Flachbogenportal
  - ehemalige Brennerei: ursprünglich eingeschossiger Massivbau, 1969 aufgestockt, im vorderen Teil kräftige Gewände (Denkmalwert, da Teil des Ensembles)
  - Wohnhaus (Nummer 2): Erdgeschoss Bruchstein, Mezzaningeschoss, Sandsteingewände, breitgelagerter Bau
  - Verwalterhaus: überaus mächtiger Bau, lang gestreckt, zweigeschossig, Mansardwalmdach mit zahlreichen Fledermausgaupen, Sandsteingewände, Flachbogentür, Schlussstein bezeichnet mit „L.u.E./v.s. 1812“, um 1900 als Verwalterhaus bezeichnet
  - Stall: flacher eingeschossiger Stall, bezeichnet mit 1877
  - Pferdestall: langgestreckter, eingeschossiger Bau mit zum Teil ausgebautem Dachgeschoss, Steingewände, Flachbogentor, bezeichnet mit 1862
  - Muttergedenkstein: Denkmal für Frau von Schroeter, Sandstein in Gestalt einer elliptischen Säule mit Fuß- und Kämpfersims auf zweistufigem Sockel, ovale Tafel bezeichnet mit „Dem/Andenken/geliebter/Mütter/von/L. u. E. v. S./1812“, Standort im nördlichen Park
  - Reste der ehemaligen Parkmauer mit ursprünglich vier Toren, Park und Gedenkstein
7. ↑  Einzeldenkmale der Sachgesamtheit Dorfkirche und Kirchhof Bieberstein:

  - Kirche: Im Kern spätgotische Saalkirche, 1676 durch Hans Stecher vollständig erneuert. Mehrfache Veränderungen 1723–1727, 1840 und 1888. Erneuerung im Innern nach Entwurf von Woldemar Kandler 1901. Restaurierungen 1939, Veränderungen im Inneren Anfang der 1970er Jahre. Verputzter Bruchsteinbau, der gerade geschlossene Chor mit Krüppelwalmdach deutlich vom Saal abgesetzt, zwei hohe Anbauten im Süden und Norden ebenfalls mit Krüppelwalm. Der Westturm über quadratischem Grundriss, als Abschluss Zeltdach und kleine Laterne. Im Innern flache Stuckdecke über hoher Voute, schlichte Emporen an drei Seiten von 1840, im Chor Patronatslogen. An der Südseite spätgotische Rundbogenpforte zur flach gedeckten Sakristei, hier auch spätgotisches Fenster. Kräftig gestalteter Altar aus Holz und Stuck, von dem Bildhauer Johann Sebastian Kirmser d. Ä. und dem Maler Christian Gärtner 1679 geschaffen, beide aus Freiberg. Der dreigeschossige Aufbau und das Ornament noch der Renaissance verpflichtet. Über der Predella mit Inschrift kleine Kartusche mit Relief des Abendmahls. In dem von gedrehten Säulen gerahmten Hauptbild geschnitzte Kreuzigungsgruppe vor gemalter Landschaft. In den Wangen Grablegung und Auferstehung Christi als Relief. Über kräftigem Gebälk Relief der Himmelfahrt Christi. Die auf den Konsolen stehenden Figuren des Petrus, Johannes Evangelista, Paulus und Jakobus d. J. sowie der bekrönende Christus als Pantokrator wohl im 19. Jahrhundert ergänzt. Kanzel mit Schalldeckel aus Lindenholz bezeichnet mit 1743, die Sanduhr ebenfalls aus dieser Zeit.
  - Kelchförmige Sandsteintaufe, bezeichnet mit 1580, Fuß und Kuppa mit Wappen und von Engeln haltenden Inschrifttafeln geschmückt
  - Beachtliche frühromantische Orgel von Friedrich Gotthelf Pfützner aus Meißen, 1832
  - Sandstein-Grabdenkmäler zweier Frauen, die Verstorbenen in flachem Relief mit Wappen dargestellt, um 1600
  - An der südlichen Außenmauer und Kirchhof mehrere figürliche und ornamentale Grabsteine des 17. und 18. Jahrhunderts:
    - Grabmal für Pastor Johann Lahode (verst. 1798), Sandstein
    - Grabmal Johanna Dorothea Roller (Tochter des Pfarrers, 18. Jahrhundert), Sandstein
    - Grabmal Pfarrer Joh. Georg Schultze (verst. 1703), Sandstein
    - Grabmal Anna Erler (verst. 1683), Sandstein
    - Grabmal Maria Günther (verst. 1683), Sandstein
    - Grabmal eines Unbekannten aus der 1. Hälfte des 18. Jahrhunderts, Sandstein
    - Grabmal Pfarrer Gabriel Richter aus Freiberg, dann in Weißenborn, ab 1643 in Bieberstein (verst. 1665)
    - Grabmal Pfarrer Winkler (18. Jahrhundert)
    - Grabplatte für Susanne Meyer (?), 1645–1696
    - zwei Grabmale 17. Jahrhundert, ohne Bezeichnung
    - Grabanlage für Magdalena von Schroeter, 1851–1915, Familie Schroeter von 1807–1929 Eigentümer von Rittergut und Schloss Bieberstein
    - Soldatengrab für sieben deutsche Soldaten, die im Zweiten Weltkrieg gefallenen sind, vermutlich 1956 aufgestellt

  - Kriegerdenkmal Erster Weltkrieg: um 1920 laut mündlicher Auskunft aufgestellt, Inschrift: „Dem Andenken/ ihrer im Weltkrieg/ gebliebenen Helden/ Die Kirchgemeinde/ Bieberstein/ 1914–1918“, Porphyrkubus auf dreifachem Porphyrsockel

Das Denkmalensemble, bestehend aus der Dorfkirche, dem umgebenden Kirchhof, dem Kriegerdenkmal, Soldatengrab und verschiedenen historischen Grabmälern prägt das Ortsbild von Bieberstein maßgeblich. Die Kirche nahm im Leben der Dorfbewohner in der Vergangenheit einen zentralen Platz ein. So waren Taufe, Heirat und Bestattung sowie der Gottesdienst feste Bestandteile des religiösen Lebens der Gemeinde. So bot der Gottesdienst eine der wenigen Gelegenheiten, Abstand vom Alltagsleben zu erlangen und sich zu besinnen, aber auch anderen zu begegnen. Insofern kommt Kirche und Kirchhof mit Grabmälern und Denkmälern eine große ortsgeschichtliche Bedeutung zu.
8. ↑  Einzeldenkmale der Sachgesamtheit Dorfkirche und Kirchhof Dittmannsdorf:
  - Grabmale: 16 künstlerisch aufwendige Grabsteine aus Sandstein u. a. Grabmal Pfarrer David Funcke, Ende 17. Jahrhundert und Familie Kandler
  - Kirche: Saalkirche, 1594 errichtet. Umfassende Erneuerungen 1739 und 1887 nach Plänen Christian Friedrich Arnolds (bezeichnet an der südlichen neuen Sakristei). Restaurierungen 1932/1933 und 1986 (innen), 1994 (außen). Verputzter Bruchsteinbau, am dreiseitigen Schluss Strebepfeiler. Eindrucksvoll der mächtige Dachreiter. Im Inneren flach gedeckter Emporensaal. An der Nordseite alte Sakristei mit Kreuzgratgewölbe. Der Altar 1887 von Christian Friedrich Arnold unter Wiederverwendung einer geschnitzten Kreuzigungsgruppe und eines Reliefs mit Darstellung des Abendmahls aus einem Altar von 1682 neu gestaltet.
  - Frei stehende Sandsteinkanzel von Engel mit Wappen derer von Schönberg getragen, am runden Korb zwischen Pilastergliederung Bibelsprüche, Ende 16. Jahrhundert aus der Werkstatt der Lorentz.
  - Kelchförmige Sandsteintaufe mit Tuchgehängen, bezeichnet mit 1805
  - Eule-Orgel von 1887
  - Großes Gemälde mit dem Bildnis des Pfarrers David Funcke, bezeichnet mit 1667
  - Grabmale auf dem Kirchhof:
    - Grabmal 18. Jahrhundert, Inschrift nicht mehr lesbar (abgewandte Traufseite des Pfarrhofseitengebäudes, heute Diakonie)
    - drei Kindergräber aus dem 18. und 19. Jahrhundert (auf der Einfriedungsmauer des Pfarrhofes neben der Diakonie)
    - Grabmal um 1800 oder davor, Grabmal u. a. für Carl Gottlieb Lindig (?), getreppter Sockel, darüber aufrechter Kubus mit Inschrift und auf den Kopf gedrehter Fackel, Baldachinabschluss bekrönt von steinernem Kreuz, Sandstein
    - Grabmal Gottfried Störl (1763–1834)
    - Grabmal Kandler, Anfang des 19. Jahrhunderts, Standgrab, rechteckiger getreppter Sockel, Dreieckgiebel, Kreuz, Sandstein, 65 × 260 cm
    - Grabmal Anna Rosinia (?) Börner, Sandstein, barockes Grabmal, 76 × 240 cm, Südbereich des Kirchhofes
    - Kindergrab für Auguste Theresia …, verst. 1833
    - Grabmal Hermann und Christiane Henriette Kandler, geb. 1839, stark verwittert, Sockel und vermutlich Bekrönung des Grabmals erhalten, vermutlich ging die große Schrifttafel in der Mitte verloren, Standort südliche Kirchenaußenwand
    - Grabmal Pfarrer Johann Gottlob Schlehan, geb. 22. März 1777, verst. 3. Juli 1829, an der Westseite der Sakristeimauer, Sandsteinplatte 55 × 115 cm
    - Grabmal Pfarrer David Funcke, geb. 17. Februar 1597, verst. 6. Juli 1667, Sandstein, zwei Steinplatten 92 × 201 cm und 40 × 98 cm, südliche Kirchenaußenwand
    - Grabmal für David Funcke, Sohn des Magisters David Funcke, verst. 19.11.16..?, Sandsteinplatte 98 × 205 cm, südliche Kirchenaußenwand

  - Denkmale:
    - Kriegerdenkmal Erster Weltkrieg: 4 m hoher Pophyrobelisk mit Inschriften u. a. „Ihren im Weltkriege 1914–1918 gebliebenen Söhnen in Treue und Dankbarkeit die Gemeinde Dittmannsdorf“, vor der Kirche, Denkmalweihe am 22. Mai 1921 nahe der Dorfstraße
    - Kriegerdenkmal Zweiter Weltkrieg: nach Entwurf von Architekt Steudtner aus Dresden (Mitarbeiter im Institut für Denkmalpflege) errichtet, in einem Gruftbogen aus dem 18. Jahrhundert befinden sich ein schmiedeeisernes Kreuz, seitlich zwei Schrifttafeln mit den Namen der Gefallenen

  - weitere Einzeldenkmale:
    - Reste der Friedhofsmauer sowie Eingangstor
    - vier Schriftsteine an neuer Sakristei und südöstlicher Kirchenecke
9. ↑  Vierseithof Hauptstraße 28 in Dittmannsdorf:

Der Vierseithof blieb vollständig erhalten. Denkmalgeschützte Bestandteile des Hofes sind zwei Seitengebäude, die Scheune sowie der vor dem Wohnstallhaus befindliche Granitwassertrog und die ebenfalls vor dem Wohnhaus befindliche Heiste.

Das Wohnstallhaus ist aufgrund umfassender baulicher Veränderungen – Entfernen des Obergeschossfachwerks – nicht als Kulturdenkmal ausgewiesen worden. Das älteste der als Kulturdenkmal ausgewiesenen Seitengebäude ist das westliche zweigeschossige, neben der Hofeinfahrt befindliche Fachwerkgebäude, welches im Erdgeschoss nur teilweise massiv unterfahren wurde. Die Konstruktion des Fachwerkobergeschosses mit K-Streben sowie aufgeblattete Holzverbindungen verweisen dieses Gebäude ins beginnende 18. Jahrhundert (entsprechend dendrochronologischer Untersuchung um 1708 erbaut). Das südlich vorkragende Dach sowie die zugehörige Stützkonstruktion sind spätere Zutaten. Die ursprüngliche Funktion des Gebäudes ist nicht bekannt. Den nördlichen Hofabschluss bildet eine große Scheune, deren Bauzeit aufgrund ihrer Konstruktion auf das beginnende 19. Jahrhundert geschätzt wird. Der breitgelagerte zweigeschossige Fachwerkbau beeindruckt durch seine Authentizität. Im Erdgeschoss der Scheune befinden sich eine Remise mit integrierter Oberlaube, zwei Bansen und eine Tenne. Unter der Scheune, von außen zugänglich, wurde ein tonnengewölbter Keller aus Bruchsteinen errichtet. Die Hoftraufseite weist eine kleine annähernd quadratische Holztür (vom Hof aus gesehen rechts) auf. Der dahinter befindliche Raum könnte der Lagerung von Leitern gedient haben. Die Nutzung der in der Remise befindlichen Oberlaube ist nicht geklärt. Es handelt sich hierbei um eine vermutlich singuläre Bauweise, so dass ohne mündliche oder schriftliche Überlieferung die Funktion dieses Bauteils schwer zu bestimmen ist (eventuell Lagerung von Gerätschaften).

Den östlichen Hofabschluss bildet ein nach 1800 entstandenes einfaches Seitengebäude mit massivem Erdgeschoss und einer schlichten zeittypischen Fachwerkkonstruktion im Obergeschoss. Auch dieses Gebäude blieb weitgehend original erhalten. Allerdings wurden im Laufe der Zeit im Inneren des Hauses Vereinfachungen und auch nicht sachgerechte Reparaturen durchgeführt, so dass das Haus einen schlechten Bauzustand aufweist. Durch die Authentizität der Bauwerke, ihre besonders zeittypische Ausprägung und insbesondere auf die Scheune zutreffende gute Ablesbarkeit der Funktionalität, dokumentieren die drei Wirtschaftsgebäude und die Heiste eindrucksvoll die Arbeitsprozesse eines Bauernhofes des 18. und 19. Jahrhunderts. Zugleich sind sie ein Zeugnis ländlichen Bauhandwerks dieser Zeit. Auf Grund der Größe und Lage des Bauernhofes prägt dieser maßgeblich das Dorfbild von Dittmannsdorf.

Der Denkmalwert aller aufgezählten Bestandteile dieses Bauernhofes ergibt sich danach aus ihrer großen heimatgeschichtlichen, hausgeschichtlichen und ortsbildprägenden Bedeutung.
  - Scheune: nördlicher Hofabschluss, um 1800 erbaut (geschätzt), Remise links, großes Holztor und kleineres Holtor hofseitig, Tür für Keller und kleine Tür für Leiteröffnung oder Schweinekoben, Abschluss durch Satteldach, im Inneren Tenne und zwei Bansen, Tenne mit Stampflehmboden, Abtrennung zwischen Bansen und Tenne erhalten, Kellertonne aus Bruchsteinen, Ansatz Gewölbe am Fußpunkt, Treppe in Keller mit Abstellnische für Lampe, rechte Seite Tür für Leiterablage oder Schweinestall (vermutlich nicht Stall), wichtig Oberlaube in Remise, durch Treppe innerhalb Remise zugänglich, Funktion ungeklärt, singuläre Konstruktion
  - Seitengebäude Ostseite: nach 1800, zweigeschossig, Erdgeschoss massiv, Obergeschoss Fachwerk – teils verbrettert, eine Giebelseite massiv, Satteldach, Hoftraufseite mit Ziegelausfachungen der Fachwerkgefache, im Inneren baulich verändert – nicht fachgerechte Baumaßnahmen gefährden Standfestigkeit
  - Seitengebäude Westseite: um 1700, neben Wohnhaus ältester Bau des Hofes, Erdgeschoss teilweise massiv, Fachwerk-Obergeschoss mit aufgeblatteten K-Streben, am Rähm Erdgeschoss Blattsassen als Hinweis auf Fachwerk-Ständer im Erdgeschoss, Tür im Obergeschoss – vermutlich nachträglich, geschweiftes Satteldach, Blattsasse an Ständer im Obergeschoss belegt, dass Haus mit Remise oder Tordurchfahrt bestanden hatte, heutige Gebäudeerweiterung am südlichen Giebel nachträglich.
  - Wohnstallhaus: Kein Denkmal – Fachwerk im Obergeschoss nachträglich durch Ziegelmauerwerk ersetzt, im Erdgeschoss baulich verändert, ebenso gewendelte Treppe zwischen Erdgeschoss und Obergeschoss eventuell um 1930 erneuert, im Obergeschoss Kammergang sowie Fachwerk-Bund- und Längswände sowie Türen aus Bauzeit um 1700 erhalten, Dachstuhl einfaches Kehlbalkendach ebenfalls bauzeitlich, im Obergeschoss im TC-Anbau Restfachwerk mit K-Strebe und Originalputz mit originaler Farbfassung erhalten – schwarzer Begleitstrich, weiße Gefache. Trotz interessanter Baudetails sind große Teile Originalbestand bei Baumaßnahme um 1930 (?) verloren gegangen und Denkmalwert damit nicht mehr gegeben.
  - Wassertrog und Heiste vor Wohnstallhaus: wichtige Bestandteile eines Bauernhofes, die Zeugnis des Wirtschaftslebens auf dem Bauernhof ablegen – Wasserversorgung, zeitweise Fischhaltung, Abgrenzung zur in der Mitte des Hofes befindlichen Miststatt.

Der Hof beeindruckt durch Alter seines Baubestandes, Vollständigkeit der Anlage, Detailreichtum der Gebäude mit wertvollen Hinweisen auf die Wirtschaftsabläufe auf einem Bauernhof, wichtiges Zeugnis des Bauhandwerks des frühen 18. Jahrhundert bis zur Mitte des 19. Jahrhunderts. Der Hof steht erhöht über der Dorfstraße gegenüber der Kirche. Durch Baukubatur und dominante Lage wird das Ortsbild maßgeblich geprägt.
10. ↑   Seitengebäude Hauptstraße 48 in Dittmannsdorf:

Das langgestreckte Dorf Dittmannsdorf liegt am nördlichen Rand des Erzgebirges und wurde im Zuge der Deutschen Ostkolonisation von fränkischen Siedlern um 1100 als Waldhufendorf angelegt. Zu den Höfen, die sich nach historischen Karten in nahezu regelmäßigen Abständen entlang der Straße aufreihen, gehört auch der etwas abseits gelegene Vierseithof, zu dem das Seitengebäude gehört. Traufständig zur Straße stehend, bildet es den nordöstlichen Abschluss des Hofes. Es handelt sich um ein zweistöckiges Gebäude mit Satteldach, dessen Erdgeschoss und Giebelseiten als Ersatz von Fachwerkgefügen im 19. Jahrhundert massiv ausgeführt und verputzt worden sind. Das Oberstockfach- und das Dachwerk aus der Bauzeit sind erhalten geblieben. Hofseitig besitzt das Seitengebäude drei zweiflüglige Tore aus späterer Zeit und eine einfache Brettertür, die in den Oberstock führt – dort haben sich drei alte, sechsscheibige Sprossenfenster erhalten. Nach Osten erhielt das Gebäude einen späteren Anbau, ebenfalls mit Fachwerk im Obergeschoss und einer Ladeluke für das Einbringen von Heu. Die Gefache des Kernbaus sind langrechteckig ausgeführt und werden durch V-Streben ausgesteift. Auf der Rückseite besitzt das Fachwerkobergeschoss ein Kreuzstrebengefüge, das durch seine Konstruktion bereits äußerlich auf das hohe Alter des Gebäudes schließen lässt. Eine dendrochronologische Untersuchung ergibt ein Baugefüge aus dem Jahr 1735 (d), damit ist es das älteste Gebäude des Vierseithofes. Im Inneren zeugen das ohne längsaussteifendes Gefüge errichtete Kehlbalkendachwerk mit zugewandtem Windrispenkreuz und die mit Lehm ausgefachten Fachwerkfelder von seinem hohen Originalitätsgrad. Aufgrund dieser Gesichtspunkte ist das Gebäude ein besonderes Zeugnis der ländlichen Volksbauweise und besitzt neben seiner bau- und hausgeschichtlichen Bedeutung auch einen sozialgeschichtlichen Wert. Es veranschaulicht die regionale Entwicklung der bäuerlichen Architektur in früherer Zeit und spiegelt die Bedeutung für die Lebensverhältnisse der Bewohner wider. Als regionaltypischer Fachwerkbau ist er Bestandteil der mittelsächsischen Kulturlandschaft. Durch die besondere und mittlerweile selten erhaltene Fachwerkkonstruktion des Kreuzstrebengefüges und dem damit verbundenem hohen Alter stellt das Gebäude ein besonderes Zeugnis der ländlichen Volksbauweise dar und kündet von der jahrhundertelang gebräuchlichen ländlichen Bauweise und ihrer Kultur.
11. ↑  Schachtaufsattelung und Haldenreste des Riedel Schachtes, Halden- und Bingenzug auf dem Reinsberger Glück Morgengang sowie Lindenallee in Drehfeld:

Die 1822 bis 1884 betriebene Grube Emanuel Erbstolln (ursprünglich Immanuel Erbstolln) war die nördlichste größere Grubenanlage des Freiberger Bergbaureviers. Der zentrale Schacht der Grube, der 159 m tiefe Riedelschacht (auch als Immanuel- oder Emanuelschacht bezeichnet), erhielt im Jahr 1841 ein Kunstrad zur Wasserhebung und 1844 bis 1845 ein Kehrrad zur Erzförderung. Das Aufschlagwasser stammte aus zwei aufeinanderfolgenden Röschen (vgl. 09304847), die aus südlicher Richtung von der Bobritzsch bei Reinsberg zum Riedelschacht herangeführt wurden. Die anfallenden Grubenwasser gelangten über den (Tiefen) Emanuelstolln sowie über den Ephraimstolln aus den Grubenbauen in die Freiberger Mulde. Die Aufbereitung des geförderten Erzes erfolgte in der südwestlich vom Schacht im Muldental gelegenen Erzwäsche der Grube Emanuel Erbstolln (dem heutigen Pappenwerk – vgl. 09201483). Trotz der kapitalintensiven Maschineneinbauten konnte die Grube zwar noch bis 1846 Ausbeute zahlen, ging dann aber aufgrund der immer schlechter werdenden Erzführung langsam nieder. Damit erlangte die im Jahr 1884 schließlich aufgelassene Grube Emanuel Erbstolln nie eine größere Bedeutung.

Unterhalb des Wassergöpel-Treibehauses auf dem Riedelschacht befanden sich ursprünglich das Zimmerhaus und weiter östlich – aufgrund der Explosionsgefahr etwas abseits der restlichen Tagegebäude – das Pulverhaus der Grube. Die zum Schacht führende Allee aus Kopflinden wurde vermutlich ebenfalls im Zusammenhang mit den Tagegebäuden der Grube angelegt. Heute haben sich von den übertägigen Anlagen neben der Allee lediglich die ursprünglich von dem Haldenkörper gänzlich umschlossene Schachtaufsattelung des Riedelschachts mit einem ringförmigen Rest dieser Halde sowie ein Halden- und Pingenzug auf dem Reinsberger Glück Morgengang westlich des Schachts erhalten. Die Schachtaufsattelung vereinfachte ursprünglich das Aufschütten des aus dem Schacht geförderten tauben Nebengesteins. So wurde die Schachtöffnung bei größeren Schächten bis zur geplanten Haldenhöhe ringsherum aufgemauert und mit einer Förderanlage – in diesem Fall einem Wassergöpeltreibehaus – versehen. Das taube Gestein konnte nun ohne eine weitere Aufwärtsförderung um die Schachtöffnung herum abgestürzt werden. Damit verschwand die etwa 7 m hohe Schachtaufsattelung aus mächtigem, mit Pfeilern verstärktem Bruchsteinmauerwerk mit der Zeit im anwachsenden Haldenkörper und wurde erst mit der Abtragung des Haldenmaterials wieder sichtbar.

Die Schachtaufsattelung mitsamt Haldenrest des Riedelschachts ist als Zeugnis des zentralen Kunst- und Treibeschachts der Grube Emanuel Erbstolln von bergbaugeschichtlicher Bedeutung. Obwohl sich derartige Schachtaufsattelungen in vielen größeren Halden des Freiberger Reviers erhalten haben, bleiben diese weiterhin im Haldenkörper verborgen. Daher ist die freigelegte Riedelschachter Schachtaufsattelung ein eindrucksvolles Zeugnis von einer mit einfachen Mitteln erreichten Effizienzsteigerung in der Förderung und Abstützung des tauben Gesteins. Anhand der ringförmig erhaltenen Haldenreste kann die einstige Größe des zum Schacht gehörigen Haldenkörpers noch gut abgeschätzt werden. Als eine der wenigen freigelegten und vollständig erhaltenen Schachtaufsattelungen besitzt die Riedelschachter nicht nur großen Dokument-, sondern zugleich auch Erlebniswert. In ihrem Überlieferungszustand vergleichbar ist sie sachsenweit wohl nur mit der ebenfalls sichtbaren Schachtaufsattelung des 2. Lichtlochs des Rothschönberger Stollns (vgl. 09205412). Der sich westlich anschließende Halden- und Pingenzug ist ein übertägiges Zeugnis des Erzabbaus der Grube auf dem Reinsberger Glück Morgengang und markiert die untertägige Lage dieses Erzganges. Die zum Riedelschacht führende Lindenallee ist schließlich von landschaftsgestaltender Bedeutung.
12. ↑  Sachgesamtheit Rittergut Neukirchen:
  - Geschichte: 1423 erste Erwähnung des Rittergutes, Eigentümer waren u. a. Heinrich und Hans von Bore, Dittrich von Schönberg, von Mergensthal, von Carlowitz u. a., 1785 Alexander Christoph von Schönberg, 1812 Verkauf an Generalleutnant von Gersdorf, Chef des Generalstabes, Großkanzler des St. Henrici-Ordens und Kommandeur der kaiserlich-franz. Ehrenlegion, weitere Besitzer von Zetwitz, von Haugk, Hugo Kaiser, Reinhold Wunderling, nach 1945 Aufteilung der Ländereien in Folge der Bodenreform, Die Gebäude entstanden in verschiedenen Zeitepochen und wurden mehrfach umgebaut und mit verschiedenen Anbauten versehen, das 1781 erbaute Herrenhaus brannte 1959 nieder (heute nur noch Mauerreste erkennbar), 2005 größtenteils leer stehend, Park verwildert, nur ehemalige Brauerei und Brennerei als Wohnhaus genutzt, ehemalige Gärtnerei genutzt durch Landwirtschaftsbetrieb,
  - „Unterhof“ (Am Park 6): Dreiflügelanlage, das 1781 erbaute Schloss 1959 abgebrannt, erhalten die drei Wirtschaftstrakte.
    - Wirtschaftsgebäude (Haus 1): Kuhstall, langgestreckter zweigeschossiger Massivbau mit Sandsteingewänden und Eckquaderung, im Inneren langgestreckter, mehrschiffiger Stall, das flache Kreuzgratgewölbe von mächtigen Pfeilern getragen, östlich anschließend befand sich das ehemalige Herrenhaus
    - Schweinestall und Pferdestall (Haus 2): eingeschossiger Zwischentrakt, massiv, im breiten (vermauerten) Torbogen Wappen der von Erdmannsdorf
    - alter Pferdestall (Haus 3): langgestreckter eingeschossiger Massivbau mit Steingewänden, im Bereich der Remise Flachtonnengewölbe auf Pfeilern
    - alle Gebäude mit steilen, hohen Dächern
    - Hofpflasterung überwachsen aber noch erkennbar
    - Ehemaliger Hühnerstall/Holzschuppen: 2014 nicht mehr erhalten

  - „Oberhof“ (Fasanenstraße 3): Wirtschaftshof auf winkelförmigem Grundriss. Stark überformter Gebäudekomplex, möglicherweise im Innern noch Baureste der Erbauungszeit, als Baumasse für Erscheinungsbild des Ritterguts wichtig, Fassadendetails nicht erhalten.
    - ehemaliger Wagenschuppen (Haus 4)
    - Scheune (Haus 5)
    - Werkstatt (Haus 6) mit Flachtonnengewölbe mit Rundsäulen und Pilastern
    - zeitweise Schäferei, Stallungen (Haus 7)
    - zeitweise Schäfereigebäude, ursprünglich vermutlich Verwalterhaus, später Umbau zum Wohnhaus (Haus 8), östlich das langgestreckte Verwalterwohnhaus, das beeindruckende Mansarddach mit(Haus 8), östlich das langgestreckte Verwalterwohnhaus, das beeindruckende Mansarddach mit Krüppelwalm und Fledermausgaupen, über dem Portal bezeichnet mit 1812, westlich die Stallungen mit Wappen der von Schroeter von 1862, im Innern flache Tonnengewölbe über Säulen, Hof mit Terrassierungen in drei Ebenen, Pflanzung aus Säulen-Pappeln (Populus nigra 'Italica') im Hof parallel zur Fassade des Gutsverwalterhauses

  - Am Park 4:
    - ehemalige Brennerei, heute Wohnhaus (Haus 9)
    - altes Brauereigebäude, heute Wohnhaus (Haus 10), ein- und zweigeschossige Bruchsteinbauten, zum Teil mit Steingewänden, eins mit Mansarddach, Ende 18. Jahrhundert erbaut (laut Gemeindekartei), Umbauten 19. Jahrhundert und Anfang 20. Jahrhundert

  - Fasanenstraße 11: ehemaliges Tagelöhnerhaus, eingeschossiger Bruchsteinbau mit Krüppelwalmdach, spätere Nutzung als Stall, 2005 leer stehend, um 1785 erbaut, Türstock bezeichnet mit „HuM“
  - Fasanenstraße 15: Laut Bauakte ehemaliger Wirtschaftshof des Rittergutes mit zwei winklig zueinander angeordneten Massivgebäuden, baulich überformt (Stallungen). Das zum Wirtschaftshof gehörende sogenannte Polenwohnhaus ist nicht erhalten. Geschätzte Bauzeit 2. Hälfte 19. Jahrhundert. In Dokumentation des Landratsamtes wird der Komplex auch als Schäferei bezeichnet, wofür die Bauakten allerdings keine Anhaltspunkte liefern. Laut Gemeindekartei 1821 erbaut.
  - Park (Flurstücke 805/5, 805a, 805e, 805i, 805o, 805r, 806, 806d, 807, 819): Der landschaftlich gestaltete Rittergutspark entstand wohl im 19. Jahrhundert und erstreckt sich heute noch vom südlich des Rittergutes gelegenen Wirtschaftshof (Alte Schäferei, Fasanenstraße 15) bis zur Hauptstraße, heute im Osten noch eingefasst von Natursteinmauern. Geprägt wird der Park durch eine Folge von fünf Teichen, die durch den Bach gespeist werden und in diesen abfliesen. Von den fünf Teichen sind zwei Teiche verlandet. Fünf Natursteinbrücken blieben erhalten, am besten die einjochige Brücke nahe Fasanenstraße 15 (8 m Länge, 3 m Breite und 2,30 m lichter Höhe sowie Bogenradius von 1,75 m). An dieser Brücke befindet sich eine eindrucksvolle Rosskastanie (Aesculus hippocastanum). Im Park ist wertvoller Gehölzbestand aus u. a. Rot-Buche (Fagus sylvatica), Blut-Buche (Fagus sylvatica f. purpurea), Berg-Ahorn (Acer pseudoplatanus), Linde (Tilia spec.), Platane (Platanus x hispanica), Stiel-Eiche (Quercus robur) und Robinie (Robinia pseudoacacia) erhalten. Entlang des Nordwestufers des mittleren Teiches befindet sich eine Baumreihe aus Rot-Eichen (Quercus rubra). Die beiden südwestlichen Teiche werden teilweise von mächtigen Weiden umstanden. Östlich der beiden Teiche befindet sich eine Baumreihe aus Sommer-Linden (Tilia platiphyllos). Die landschaftlich geschwungene Wegeführung ist noch ablesbar. Das Gelände fällt nach Süden hin ab, die Höhendifferenzen werden durch Sandsteintreppchen überbrückt. Der Park wird von einem abschnittweise durch Sandsteinmauern gefassten Bach, der die fünf Teiche speist, durchflossen. Weiterhin befinden sich im Park ein Erd- und ein Eiskeller.
  - Nördlich des Parks befand sich die ehem. Gärtnerei (Am Park 2) mit einem Baumgarten. Zur ehemaligen Brauerei (Am Park 4) gehörte wohl ein Brauereigarten.
13. ↑  Einzeldenkmale der Sachgesamtheit Dorfkirche und Kirchhof Neukirchen:
  - Kirche: An den romanischen Chorturm mit gotischem 5/8-Chorschluss wurde 1693–1695 durch den Oberhofjägermeister Wolff Ditterich von Erdmannsdorf westlich die überaus stattliche barocke Saalkirche mit eingezogenem Chor gebaut. Von 1737 sind die südliche Sakristei und die Herrschaftsloge. Erneuerungen im Innern sowie der Fenster und Türen 1740/41. Ausbau des Chorpolygons zur Familiengruft der von Wunderling 1890, dabei die Scheidewand zwischen Chorpolygon und Turm gesetzt. An der Westseite durch Woldemar Kandler 1892 Orgelkammer und Treppenhäuser vorgebaut. Restaurierungen 1934/35, 1977–1979 (Turm) und 1986–1989 außen und innen. Verputzter Bruchsteinbau, steinsichtig der Chorturm und die fünfseitige Apsis mit Strebepfeilern. Auf dem Chorturm steiles Walmdach mit spitzem Dachreiter. Weiter, heller Innenraum mit hervorragender Stuckdecke, von einem italienischen Stuckateur 1741 gefertigt. Die geometrische Deckeneinteilung zeigt sehr fein ausgezogenen Stuck, der in den Akanthusranken nahezu freiplastisch wird. Das Innere geprägt von der einheitlich rötlich-grauen, ocker und schwarz gefassten Ausstattung. Emporen an drei Seiten, in den Brüstungsfeldern Tuchgehänge, die Orgelempore mit Balustern. An der Südseite große zweigeschossige Herrschaftsloge mit palastartiger Fassadengestaltung, bekrönt von den Wappen der von Erdmannsdorf, im Innern ebenfalls beachtliche Stuckdecke. Auf der Brüstung des Pfarrstandes Gemälde mit Darstellung der Schlüsselübergabe an Petrus. Großer Altar aus Holz mit Säulenaufbau und hohem Segmentbogengiebel über kräftigem Gesims, seitlich Vasen. Das Altargemälde zeigt Christus am Ölberg, gerahmt von den arma Christi. Reich geschnitzte Kanzel, bezeichnet mit 1741, an der Brüstung des Aufgangs und am achtseitigen Korb üppige Tuchgehänge mit Bibelsprüchen, ebenso auf dem Schalldeckel, der von einer gemalten Draperie hinterfangen wird. Ebenfalls reich verziert die Sandsteintaufe in Kelchform, Ende 17. Jahrhundert (1740 zum Teil erneuert). Prächtiger, fünfteiliger Orgelprospekt mit Monogramm des Stifters Kurfürst Johann Georg IV. sowie Rauten- und Kurschwerter-Wappen, seitlich Anschwünge im Knorpelstil, 1694, das Werk von Eule, 1899. An der Nordseite, vor großer gemalter Draperie, aufwendiges Trophäen-Epitaph aus Holz für Bernhard Joachim von Mörner (gest. 1741) und seine Frau Christ. Elis. geb. von Trütschler. Auf sarkophagartigem Unterbau mit Allianzwappen sitzen die geschnitzten Figuren eines Feldherrn und des Chronos vor einer Inschrifttafel. An der östlichen Chorwand 18 gemalte Holztafeln mit Szenen des AT und NT, 3. Viertel 16. Jahrhundert, Reste einer ehemaligen Emporenbemalung. In dem gotischen Chorpolygon Gratgewölbe, auf die Kappen großfigurig in radialer Anordnung Christus und die zwölf Apostel in stoffreichen Gewändern gemalt, beachtliche, wohl um 1400 entstandene Malerei des Weichen Stils, die 1889 von Isidor Robert Krauße erneuert wurde. In der alten Sakristei neben der Apsis die Gruft der von Mörner, auf dem Grabstein Engel mit Inschriftkartuschen, 1741.
  - Leichenhalle: eingeschossiger, polygonaler Bau aus Bruchstein
  - Grabmale: Sandsteingrabmal für M.G. Rehefeld (gest. 1657), eisernes Grabkreuz für Charlotte Niese (gest. 1848), Kriegerdenkmal für die Gefallenen des Ersten Weltkriegs (Sandsteinblock mit Inschriften), Gedenkplatte OdF 1977